# Cours et examens de Poudlard
Pour un article plus général, voir Poudlard.
Cette liste présente les cours et examens se déroulant dans l'école fictive de Poudlard, pendant les aventures imaginées par J. K. Rowling pour la série Harry Potter.
Le personnage principal ne se trouvant pas à Poudlard en 7e et dernière année d'études (Harry Potter et les Reliques de la Mort) en raison de sa mission qui consiste à rechercher les Horcruxes à travers le pays, le contenu des cours des élèves de 7e année demeure inconnu pour la plupart des disciplines.

## Cours obligatoires

### Astronomie
Les cours d'astronomie (astronomy en anglais) se déroulent à minuit dans la plus haute tour de l'école. C'est la seule branche d'études de Poudlard qui a un équivalent exact dans le monde moldu. Les leçons consistent en une observation des étoiles avec des télescopes. Les devoirs donnés aux élèves comprennent, entre autres, un apprentissage du nom des étoiles, des constellations et des planètes, leur localisation et mouvements, ainsi que des descriptions de l'environnement des planètes et de leurs lunes. Dans l'univers de Harry Potter, les planètes influencent directement les effets et l'envergure des sortilèges et des potions. L'astronomie est donc également destinée à apprendre une partie des bases de la théorie magique.
| Professeur référent : - Aurora Sinistra | Equipement nécessaire : - un télescope - du matériel à dessin |

Déroulement des cours
En première année, les cours d'astronomie ont lieu tous les mercredis soir. Les élèves observent le ciel avec un télescope et tentent d'apprendre le nom des étoiles et le mouvement des planètes. En cinquième année, les élèves doivent rendre un devoir au professeur Sinistra sur les différentes lunes de Jupiter. Ron effectue pour son devoir un dessin légendé comportant Io et Ganymède.
Durant leur épreuve théorique de BUSE, les élèves doivent indiquer toutes les lunes de Jupiter, et pour réussir l'épreuve pratique du soir, remplir une carte vierge du ciel à partir de leurs observations au télescope. C'est durant cette épreuve que de nombreux élèves sont témoins de l'attaque d'Ombrage et de plusieurs membres du Ministère visant Hagrid et le professeur McGonagall.

### Botanique
Les cours de botanique (herbology en anglais) se déroulent dans les serres du parc de Poudlard, pas très loin du potager. Le cours a pour but d'enseigner aux élèves la connaissance des plantes magiques, l'art de s'en occuper, de les nourrir, de les soigner et de les combattre. D'après les romans, le parc de Poudlard compte au moins trois serres, abritant de nombreuses plantes plus ou moins dangereuses.
| Professeur référent : - Pomona Chourave | Equipement nécessaire : - cache-oreilles - engrais à base de bouse de dragon - gants de protection en peau de dragon - produit contre les limaces - sécateur | Manuels d'accompagnement : - Mille herbes et champignons magiques de Phyllida Augirolle - Arbres carnivores du monde |

Première année

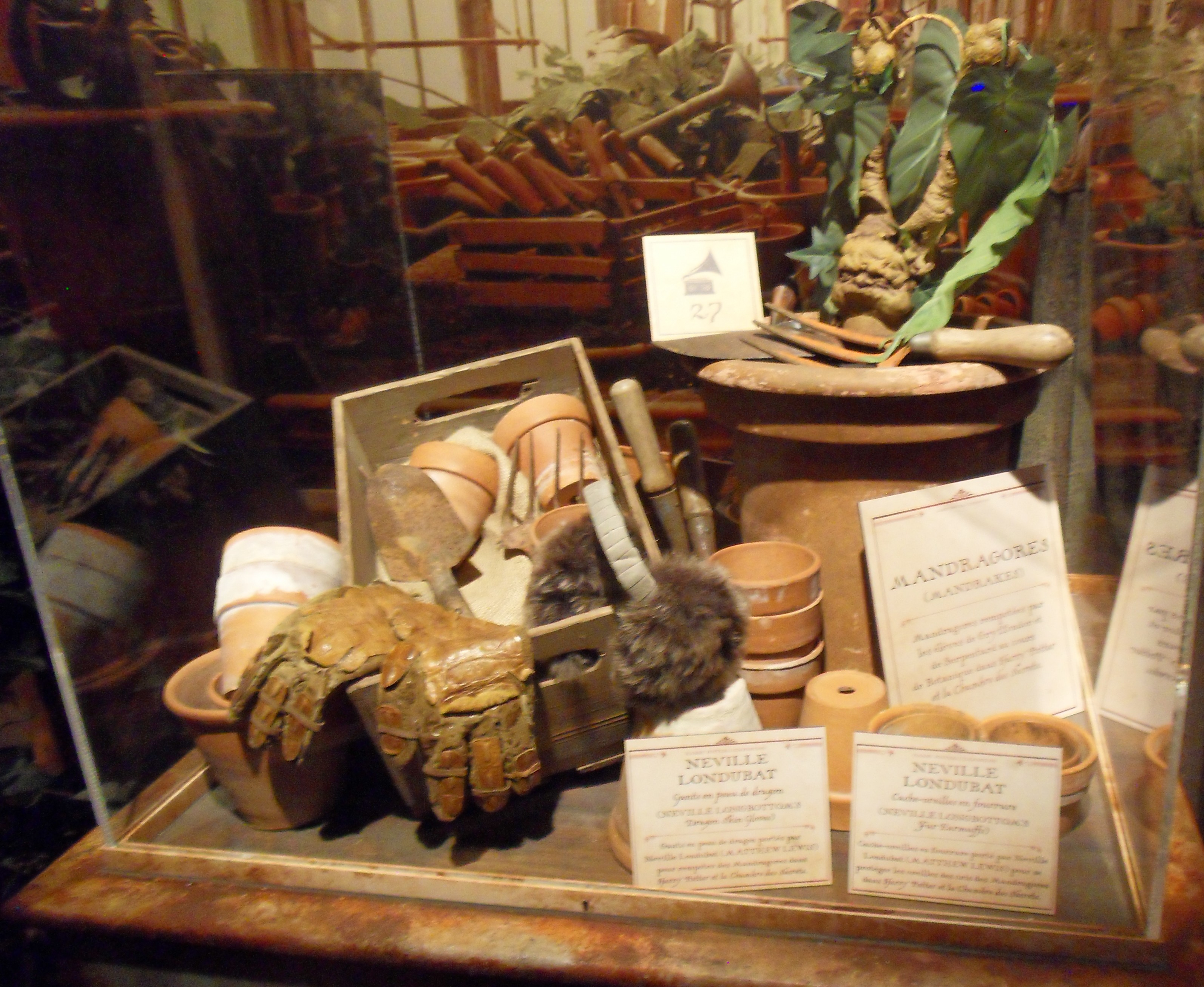
Ustensiles de botanique utilisés pour les films, avec une Mandragore ("Harry Potter - l'exposition", Cité du Cinéma, Saint-Denis, 2015).

En première année, les cours de botanique ont lieu trois fois par semaine et dans la serre numéro 1. Il n'y a pas d'autre information sur le déroulement ni le contenu des cours.
Deuxième année
Les cours ont lieu en commun entre les Gryffondor et les Poufsouffle (et entre les Serdaigle et les Serpentard) dans la serre numéro 3 qui contiendrait des plantes beaucoup plus intéressantes et dangereuses que la serre numéro 1. Le professeur Chourave attend les élèves devant les serres pour les avertir de ce changement, puis ouvre la serre numéro 3 avec une clef accrochée à sa ceinture. La pièce vitrée est emplie d'un mélange d'odeur de terre humide, d'engrais et du parfum entêtant des fleurs géantes qui pendent du plafond, et dont l'amplitude est similaire à celle d'un parapluie. Il y a des tables à tréteaux, des piles de pots de toutes tailles et des sacs de compost contre les vitres, près d'une Tentacula vénéneuse. 

Le professeur Chourave se tient alors derrière une table à tréteaux, sur laquelle sont posés des cache-oreilles aux boules roses, et explique aux élèves que l'objectif du premier cours sera de rempoter des Mandragores, des plantes touffues aux fleurs violacées. Lorsqu'elle demande si quelqu'un connait les propriétés de la Mandragore, Hermione Granger répond qu'il s'agit d'une plante aux grandes propriétés curatives, utilisée pour rendre aux victimes de métamorphoses ou de sortilèges leur état d'origine. Le lecteur apprend également que c'est une plante particulièrement dangereuse pour son cri mortel. Les connaissances d'Hermione apportent vingt points de plus à Gryffondor.

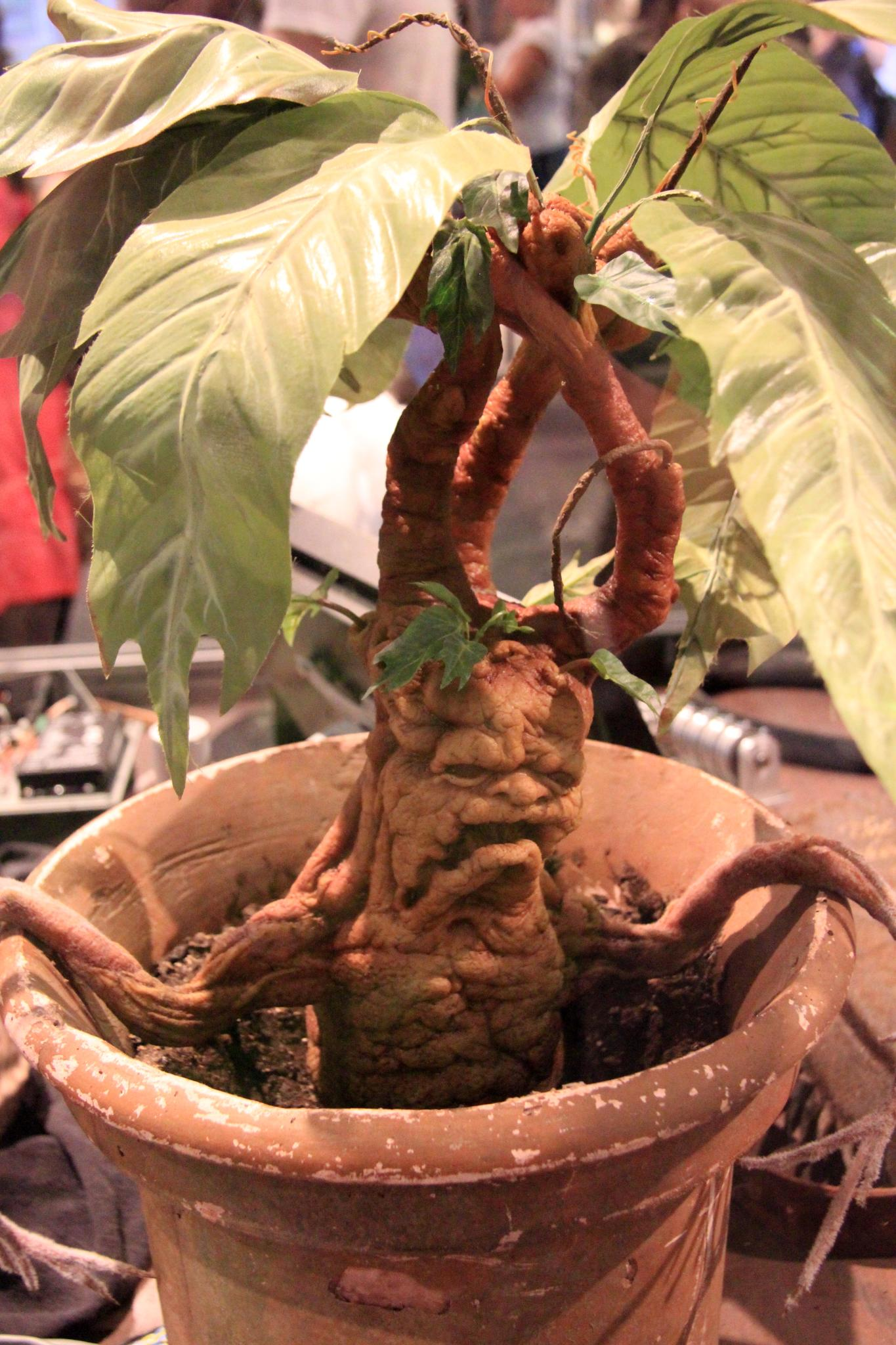
Une Mandragore, matéralisée pour le 2e film.

Les Mandragores, qui sont enterrées en ligne dans des bacs posés à leurs pieds, sont encore très jeunes, afin d'éviter tout accident. Néanmoins, chacun est tenu de se munir d'une paire de cache-oreilles et de la mettre en place avant toute manipulation. Chourave fait ensuite une démonstration en arrachant d'un coup sec de son pot l'une des plantes, qui se met alors à hurler à pleins poumons. Ils découvrent par la même occasion que les racines ont la forme d'une créature ressemblant à un bébé plein de terre particulièrement laid. Les feuilles sortent de son crâne et sa peau est marbrée, d'une couleur vert pâle. Le professeur prend un grand pot sous l'une des tables à tréteaux, y plonge la Mandragore et recouvre la créature de compost humide en ne laissant de visible plus que les feuilles. Elle leur fait ensuite signe de retirer leurs cache-oreilles pour leur donner les directives à suivre. Les élèves se mettent à quatre par bac (Harry Potter, Ron Weasley et Hermione font équipe avec un garçon de Poufsouffle, Justin Finch-Fletchley). Les Mandragores n'aiment pas être déterrées ni rempotées et gesticulent dans tous les sens, donnant des coups de pied, brandissant des petits poings ou essayant de mordre. À la fin de ce premier cours, les élèves ressortent de la serre en nage, les membres douloureux et recouverts de terre.
Au programme d'un cours hivernal – qui a finalement été annulé à cause de la neige et du blizzard trop épais –, il était prévu que les élèves fassent enfiler des chaussettes et des écharpes aux racines de Mandragores pour qu'elles n'attrapent pas froid. Au mois de mars, les élèves travaillent toujours sur les Mandragores qui grandissent et deviennent particulièrement enjouées. Chourave les informe que dès qu'elles commenceront à sortir de leur pot pour se rendre visite entre elles, ce sera le signe de leur maturité.
À la fin du printemps, le professeur Chourave demande aux élèves de tailler des figuiers d'Abyssinie et de jeter les brindilles desséchées sur le tas de compost. L'ambiance n'est pas joyeuse car le cours fait suite à l'agression d'Hermione par le monstre de la Chambre des secrets. Ron et Harry font équipe avec Ernie MacMillan et Hannah Abbot de Poufsouffle. Durant ce cours, Harry aperçoit un groupe de grandes araignées courir sur le sol de la serre pour se diriger vers la forêt interdite. Hagrid, avant d'être suspendu de ses fonctions, leur avait conseillé de les suivre pour obtenir des indices sur la Chambre. Ils décident donc le soir même de suivre ce conseil.
Troisième année
Durant l'un des cours, les élèves doivent écosser des haricots étincelants qui, au contact de la terre, germent aussitôt. Ron, par mégarde, en renverse sur le sol de la serre en manquant son seau et les haricots germent brusquement.
Quatrième année
Au premier cours ayant lieu dans la serre numéro 3, le professeur Chourave montre aux élèves des plantes particulièrement laides et répugnantes : des Bubobulbs. Elles ressemblent à de grosses limaces noires qui dépassent à la verticale de leurs pots. Elles sont recouvertes de pustules brillantes que les élèves doivent percer pour recueillir le pus dans des bouteilles. Il est nécessaire de se munir de gants en peau de dragon, car le pus (à l'odeur d'essence et de couleur vert jaunâtre) ne doit pas être en contact avec la peau sans avoir été préalablement dilué. Le professeur récupère ainsi plusieurs bouteilles qu'elle referme avec des bouchons de liège. Le pus de Bubobulbs est selon elle un excellent remède contre l'acné.

Un autre cours consiste à rempoter des Bulbes sauteurs. Les élèves de Poufsouffle se montrent distant avec Harry, car ils estiment qu'il a volé la gloire de Cedric Diggory (un élève et préfet de Poufsouffle), en étant élu lui aussi en tant que champion de Poudlard pour le Tournoi des trois sorciers. Ernie MacMillan et Justin Finch-Fletchley, installés à la même table que Harry, Ron et Hermione, éclatent de rire lorsque le Bulbe sauteur de Harry s'échappe de sa main pour lui bondir au visage.

Un autre cours consiste à tailler une plante à Pipaillon,.
Cinquième année
Le premier cours est consacré aux arbrisseaux autofertilisants. Le professeur Chourave insiste dès le début du cours, comme la plupart des autres professeurs, sur l'importance des épreuves de BUSE. Elle leur donne un devoir supplémentaire à faire en plus de leur surcharge de travail. Les élèves ressortent du cours très fatigués et sentant la bouse de dragon, utilisée comme engrais pour les arbrisseaux.
Après Noël, les élèves fertilisent des pousses de Cricasse avec du fumier de dragon. C'est durant ce cours que Susan Bones, après avoir appris l'évasion de plusieurs mangemorts de la prison d'Azkaban, discute avec Harry en lui disant qu'elle comprend ce qu'il peut ressentir. Sur le coup de son émotion, l'élève de Poufsouffle répand trop de fumier sur ses pousses qui émettent des couinements de protestation.
Sixième année
L'un des cours consiste à devoir extraire le jus des gousses de Snargalouf. Les élèves se regroupent par trois ou quatre autour d'une souche de Snargalouf aux branches noueuses. Les souches sont particulièrement violentes, obligeant les élèves à se munir de protections diverses : gants en peau de dragon, protège-dents, lunettes protectrices... Les élèves doivent d'abord extraire tant bien que mal la gousse (une boule verte palpitante de la taille d'un pamplemousse) des tentacules qui se débattent, puis l'écraser dans un bol pour en extraire le jus. Lorsque Ron tente de l'écraser, la gousse rebondit sur la paroi de verre de la serre pour atterrir sur la tête du professeur Chourave. Harry fait une autre tentative à l'aide d'un déplantoir, sans succès. Hermione consulte le manuel Arbres carnivores du monde et utilise un outil pointu. Elle remplit alors le bol de tubercules verdâtres se tortillant comme des asticots.
|           | Sujet(s) étudié(s) en cours                                                                | Sujet(s) d'examen de fin d'année                                    |
| 1re année | (non précisé)                                                                              | (non précisé)                                                       |
| 2e année  | rempotage et suivi de croissance de la Mandragore taille de figuiers d'Abyssinie           | (examens annulés)                                                   |
| 3e année  | écossage de haricots magiques à germination rapide                                         | (non précisé)                                                       |
| 4e année  | récolter le pus des Bubobulbs rempoter des Bulbes sauteurs tailler les plantes à Pipaillon | (non précisé) (Harry, en tant que champion, est dispensé d'examens) |
| 5e année  | Première fertilisation des arbrisseaux autofertilisants fertiliser les Cricasse            | EXAMEN DE BUSE Le Géranium Dentu                                    |
| 6e année  | Snargalouf                                                                                 | (examens reportés à la suite du décès de Dumbledore)                |
| 7e année  | (non précisé)                                                                              | (ASPIC annulés en raison du conflit)                                |

### Défense contre les forces du Mal
Les cours de défense contre les forces du Mal (defense against the dark arts en anglais), parfois abrégés DCFM, se déroulent dans la salle de défense contre les forces du Mal, au 3e étage. Le cours est enseigné de la première à la septième année. Le poste d'enseignant en cette matière serait maudit, le changement d'enseignant d'une année à l'autre étant devenu inévitable et systématique depuis le jour où Dumbledore a refusé d'engager Tom Jedusor pour ce poste.
Le premier professeur pendant la scolarité de Harry Potter est le professeur Quirrell. Il est remplacé l'année suivante par Gilderoy Lockhart, mais celui-ci est un imposteur et devient amnésique lorsqu'il est démasqué la nuit de la visite de Harry dans la Chambre des secrets. L'année suivante, c'est Remus Lupin qui est engagé à ce poste et, bien que la qualité d'enseignement soit meilleure que précédemment, celui-ci démissionne après avoir accidentellement révélé sa nature de loup-garou. Dumbledore fait appel à son ami auror Alastor Maugrey pour prendre le poste l'année suivante, mais il est séquestré par le mangemort Barty Croupton Jr. qui prend sa place durant l'année avant d'être démasqué et arrêté pour avoir contribué au retour de Voldemort. Pour l'année suivante, c'est le Ministère (qui cache le retour du mage noir à l'opinion publique) qui place sa sous-secrétaire Dolores Ombrage à ce poste et celle-ci en profite pour prendre le contrôle de l'école, jusqu'à sa suspension en fin d'année après la démission du ministre de la Magie. L'année suivante, Dumbledore décide de transférer son collègue Severus Rogue, ancien professeur de potions, à ce poste (il y avait déjà fait quelques remplacements en troisième année). Mais après la mort de Dumbledore et la prise de contrôle de Voldemort, Rogue devient directeur de Poudlard, tandis que la matière est complètement remaniée en « Art de la magie noire », enseignée par un mangemort, jusqu'à la bataille de Poudlard conduisant à la chute de Voldemort.
Les cours les plus intéressants, selon Harry Potter, ont été ceux assurés par le professeur Lupin, en troisième année. Ce dernier a d'ailleurs appris à Harry à lancer le sortilège du Patronus durant cette même année afin de l'aider à se protéger contre les détraqueurs. Harry a lui-même confié à l'intéressé à la fin de sa troisième année qu'il avait été le meilleur professeur qu'ils aient jamais eu. Dean Thomas partage également ce point de vue.
| Professeurs référents : - Quirinus Quirrell (année 1) - Gilderoy Lockhart (année 2) - Remus Lupin (année 3) - Alastor Maugrey (année 4) - Dolores Ombrage (année 5) - Severus Rogue (année 6) - Amycus Carrow (année 7 : Art de la magie noire) | Manuels d'accompagnement : - Forces obscures : comment s'en protéger de Quentin Jentremble, - Flâneries avec le Spectre de la mort de Gilderoy Lockhart, - Promenades avec les loups-garous de Gilderoy Lockhart, - Randonnées avec les trolls de Gilderoy Lockhart, - Une année avec le Yéti de Gilderoy Lockhart, - Vacances avec les harpies de Gilderoy Lockhart, - Vadrouilles avec les goules de Gilderoy Lockhart, - Voyages avec les vampires de Gilderoy Lockhart, - Théorie des stratégies de défense magique de Wilbert Eskivdur - Affronter l'ennemi sans visage |

| Année 1 - Année 2 - Année 3 - Année 4 - Année 5 - Année 6 - Année 7 Résumé d'études de DCFM |

Première année
Le professeur référent est Quirinus Quirrell.

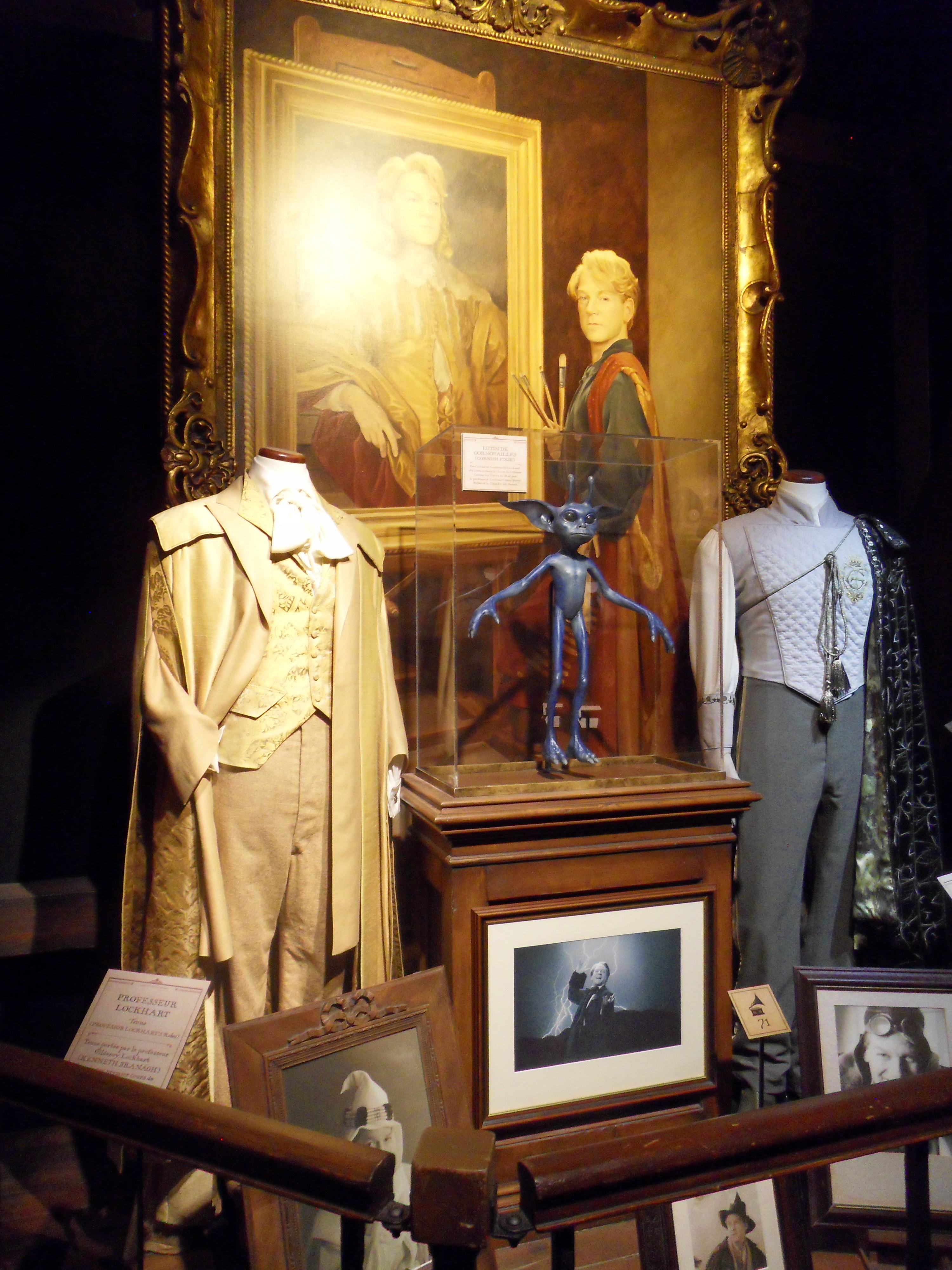
Lutin de Cornouailles et objets à l'effigie de Gilderoy Lockhart ("Harry Potter - l'exposition", Cité du Cinéma, Saint-Denis, 2015).

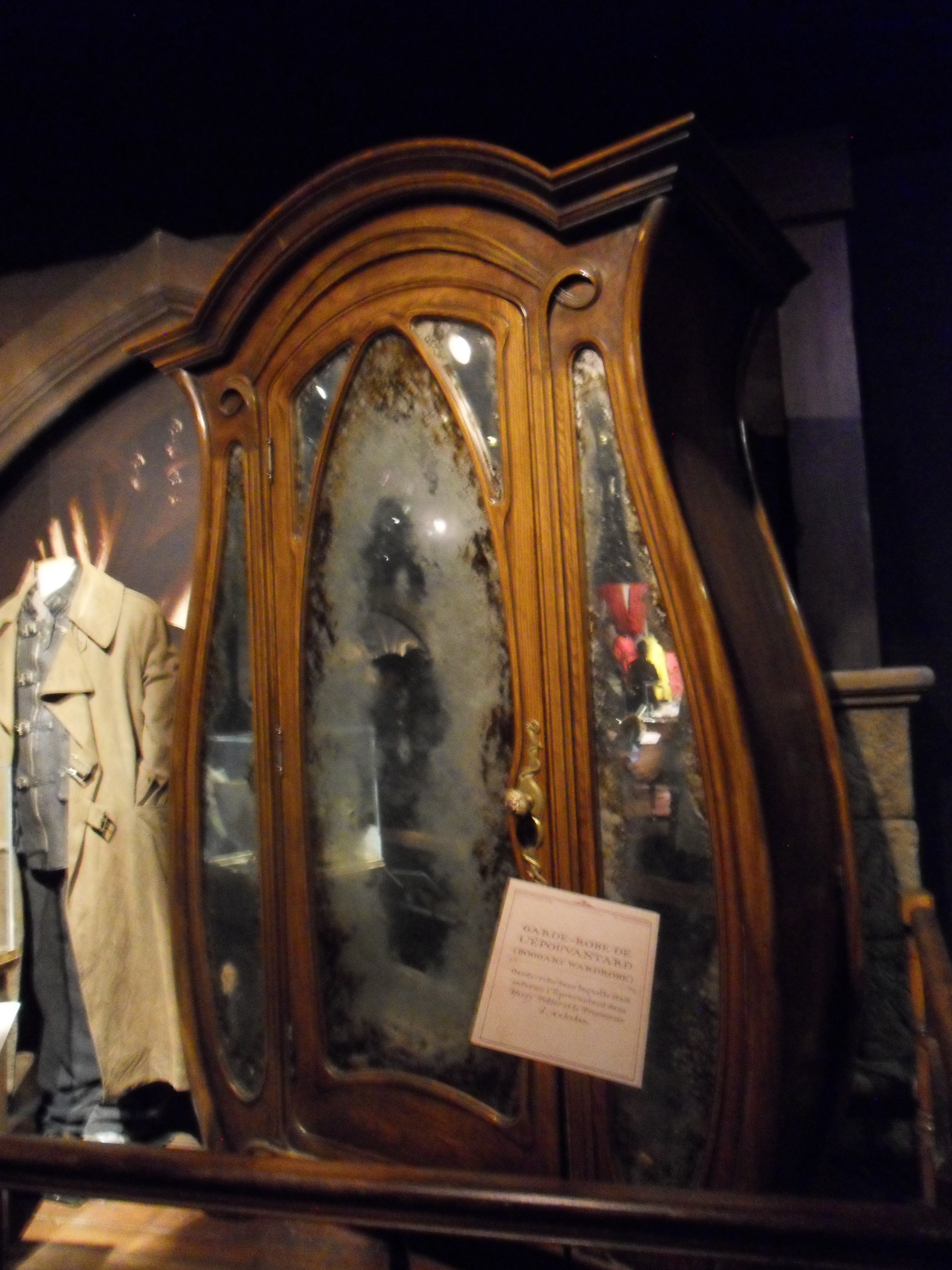
La penderie, matérialisée pour le 3e film ("Harry Potter - l'exposition", Cité du Cinéma, Saint-Denis, 2015).

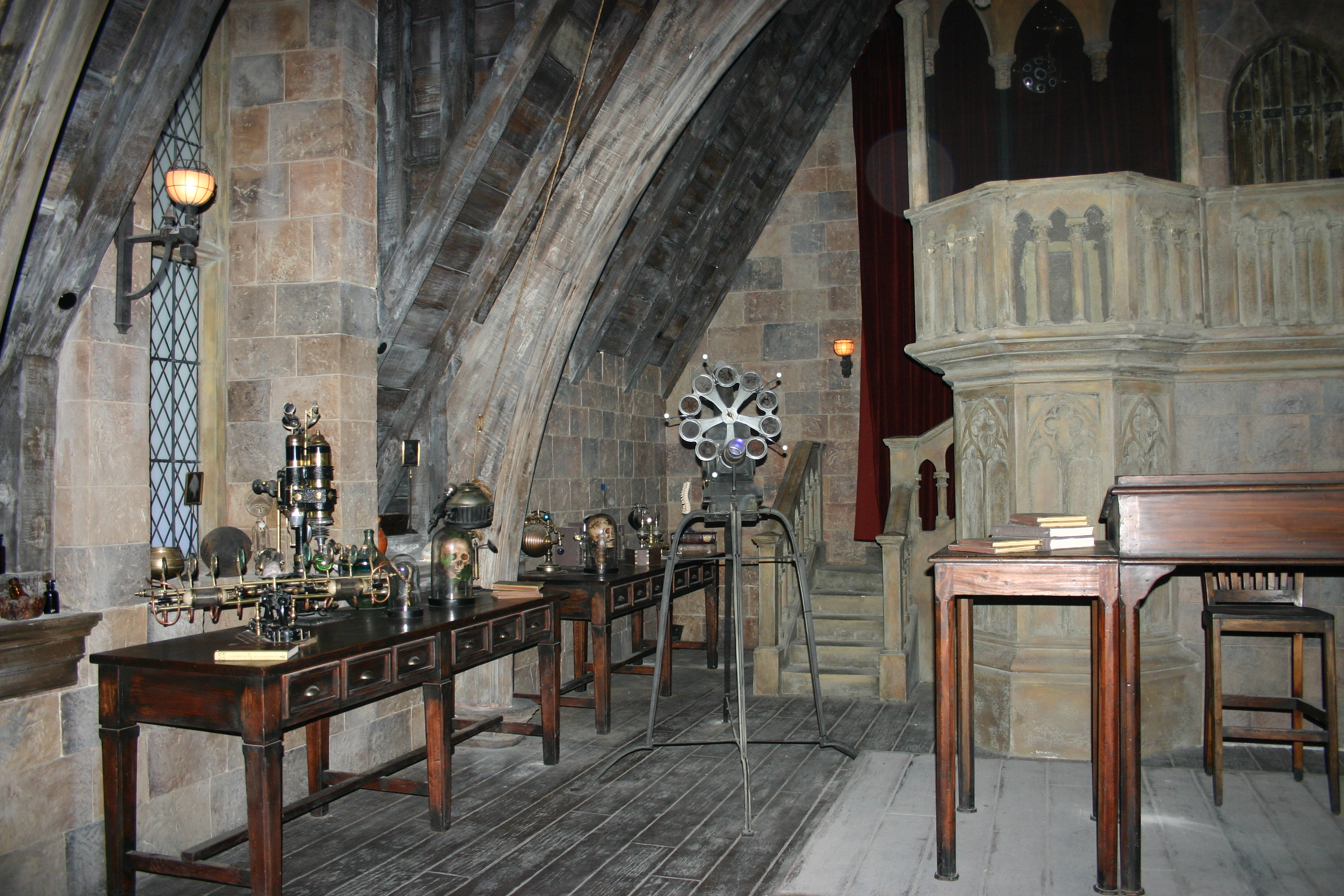
Salle de défense contre les forces du Mal (Wizarding World of Harry Potter, 2010).

En première année, malgré l'intérêt que portent la plupart des élèves à cette discipline, l'enseignement de Quirell semble tourner à la farce. En effet, la salle de classe est imprégnée d'une odeur d'ail dans le but d'éloigner d'éventuels vampires et les récits du professeur sur un certain combat avec un zombie sonnent faux.
Durant l'un des cours qui a lieu après les vacances de Noël, les élèves recopient les différentes façons de soigner les morsures de loup-garou.
Deuxième année
Le professeur référent est Gilderoy Lockhart.
Harry, exaspéré par le vaniteux professeur Lockhart qui lui attribue toute son attention, s'installe tout au fond de la salle de classe en compagnie de Ron et Hermione, dans l'espoir d'être tranquille. Les cours de défense contre les forces du Mal de Lockhart ne sont qu'une occasion pour ce dernier de mettre sous le feu des projecteurs ses soi-disant exploits, en conseillant à ses élèves de lire le récit de ses propres aventures en guise de manuels d'accompagnement. La première partie de son premier cours consiste pour les élèves à répondre à un questionnaire sur lui-même : sa couleur préférée, son ambition secrète, son plus grand exploit, sa date d'anniversaire et son cadeau idéal, etc. Harry et Ron en sont sidérés tandis qu'Hermione, admirative, répond avec soin.
Lors d'un autre cours, et à la suite d'un discours introductif théâtral, Lockhart désigne une cage recouverte d'un morceau de tissu et entretient le suspense en parlant d'une voix mystérieuse et en demandant aux élèves de ne pas paniquer au risque d'énerver les créatures que la cage contient. Lorsqu'il retire le tissu, Seamus Finnigan éclate de rire en constatant qu'il ne s'agit que de lutins de Cornouailles, hauts d'une vingtaine de centimètres et criant comme des perruches : des créatures n'étant pas considérées comme particulièrement dangereuses, selon Seamus. Sans donner plus de directives, Lockhart ouvre la cage et laisse aux élèves le soin de les mettre hors d'état de nuire. Neville Londubat se retrouve soulevé dans les airs par ses oreilles et suspendu à un lustre. Des lutins s'enfuient après avoir cassé une fenêtre, d'autres saccagent la salle de cours en faisant voler les livres, les encriers, les feuilles de notes, les tableaux muraux, etc. Les élèves démunis se cachent alors sous les tables. Lockhart est vaincu par l'espièglerie des lutins. Il demande à Harry, Ron et Hermione d'attraper les lutins restants, avant de s'enfuir à la suite de ses élèves en refermant la porte derrière lui. Hermione parvient à les immobiliser un à un et Ron est convaincu à partir de cet instant que Lockhart est un charlatan.
Après cet essai désastreux, Lockhart n'amène plus de créatures à ses cours et se contente de lire des extraits de ses livres en procédant à une reconstitution des scènes qui le mettent le plus en valeur. Il demande à Harry d'endosser le rôle de ses compagnons d'aventures, jusqu'à lui demander de jouer devant toute la classe le rôle d'un loup-garou poussant des hurlements et se faisant immobiliser à terre. La seule raison qui pousse Harry à ne pas refuser d'être ridiculisé est la perspective de pouvoir obtenir une autorisation signée du professeur pour consulter un livre de la Réserve sur la potion de Polynectar que Ron, Hermione et lui ont décidé de préparer en secret. Pour le cours suivant, les élèves doivent composer un poème racontant la victoire de Gilderoy Lockhart sur le loup-garou de Wagga Wagga. Lockhart promet un exemplaire dédicacé de son livre Moi le Magicien à l'auteur du meilleur poème. Mais Hermione ne pourra pas rendre le sien car elle se fait pétrifier peu de temps après. Au cours suivant, Harry et Ron sont en colère contre Lockhart qui semble convaincu qu'à la suite du renvoi de Hagrid, les événements terribles liés à la Chambre des secrets sont désormais terminés.
| Début de section |

Troisième année
Le professeur référent est Remus Lupin (avec Severus Rogue en remplacement).
Les épouvantards
Au premier cours, le professeur Lupin arrive légèrement en retard et les élèves sont déjà installés. Lupin leur annonce un cours de pratique. Les élèves, intrigués, le suivent jusqu'à la salle des professeurs. Ils croisent le professeur Rogue qui ridiculise ouvertement Neville Londubat devant Lupin et les autres élèves. Neville rougit de honte mais Lupin se montre confiant à son sujet. Lupin fait ensuite signe aux élèves d'avancer jusqu'au fond de la salle où se trouve une penderie. Celle-ci se met à trembler dans un grand bruit à leur approche, car un épouvantard se cache à l'intérieur. Lorsque Lupin demande ce qu'est un épouvantard, Hermione est la première à répondre qu'il s'agit d'une créature changeant d'aspect en fonction de la personne qui se présente face à elle, en adoptant la forme la plus terrifiante possible. Le professeur questionne Harry sur l'avantage qu'ils ont sur l'épouvantard et celui-ci évoque leur supériorité numérique et le fait que la créature ne saura probablement pas quelle forme adopter pour faire peur à tout le monde en même temps. Lupin ajoute que le moyen le plus efficace pour se débarrasser définitivement de ces créatures est d'éclater de rire, en les obligeant à adopter une forme drôle. Pour cela, il faut utiliser le sortilège Riddikulus. Sur ces mots, Lupin encourage Neville à effectuer le premier essai, en lui suggérant d'imaginer le professeur Rogue (qui lui fait le plus peur) vêtu des habits de sa grand-mère. Sa réussite provoque l'hilarité générale : le professeur Rogue apparaît et se retrouve vêtu d'une robe longue à dentelles, d'un chapeau orné d'un vautour empaillé et d'un sac à main. Harry, Ron, Hermione et les autres élèves tentent à leur tour d'imaginer la manière de ridiculiser ce qui leur ferait le plus peur. Les uns après les autres, les élèves lancent le sortilège face à l'épouvantard qui adopte une forme différente selon la personne, jusqu'à ce que ce soit le tour de Harry. Lupin se place alors devant lui pour obliger l'épouvantard à changer sa cible. À la fin du cours, Lupin donne des points à chacun des élèves ayant affronté l'épouvantard, à Harry et à Hermione pour avoir bien répondu à ses questions, et donne deux fois plus de points à Neville pour avoir affronté la créature deux fois. En devoir pour la semaine suivante, Lupin leur donne à rédiger un résumé sur les épouvantards à l'aide de leur manuel. À la sortie du cours, Ron et Hermione sont enthousiastes et s'accordent à dire que Lupin est un très bon professeur. Harry, lui, ne comprend pas pourquoi Lupin l'a empêché d'affronter l'épouvantard. Le professeur lui expliquera lui-même un peu plus tard qu'il craignait de voir apparaître Voldemort devant toute la classe, ce qui aurait engendré un mouvement de panique.
Les chaporouges et les kappas
Très vite, le cours de DCFM devient le cours préféré de la plupart des élèves. Après les épouvantards, les troisième année étudient les chaporouges, des petites créatures ressemblant à des gobelins et qui se cachent dans les lieux où le sang a coulé par le passé (cachots, anciens champs de bataille...).
Durant un autre cours, les élèves étudient les kappas, des créatures des eaux qui ressemblent à des singes recouverts d'écailles. Ils étudient également les strangulots : des démons des eaux hérissés de cornes pointues. Harry aperçoit l'un d'entre eux en avant-première le jour d'Halloween, alors qu'il est invité par le professeur Lupin à venir boire un thé dans son bureau. Il l'informe que la seule manière de se débarrasser d'un strangulot est de briser son étreinte. Comme ils ont des doigts puissants, mais fragiles, ça n'est pas très difficile. C'est à ce moment-là également que Lupin explique à Harry pourquoi il ne l'a pas laissé affronter l'épouvantard.
Les loup-garous
Peu après Halloween, le professeur Rogue remplace temporairement le professeur Lupin qui est souffrant et comme Harry arrive avec dix minutes de retard, des points lui sont retirés. Rogue choisit de leur parler des loup-garous, malgré la remarque d'Hermione selon laquelle il ne semble pas s'agir de la suite logique du programme. Rogue leur demande la différence entre un loup normal et un loup-garou. Hermione lève aussitôt la main pour répondre, mais Rogue l'ignore délibérément. Comme Hermione semble être la seule à savoir, Rogue en profite pour dénigrer l'enseignement de Lupin et le retard qu'ils semblent avoir accumulé. Hermione répond à sa question sans y avoir été invitée. Le professeur riposte aussitôt en constatant avoir affaire à une « mademoiselle je-sais-tout » incapable de tenir sa langue et lui retire une nouvelle fois des points. Ron, qui ne peut pas s'empêcher de soulever l'injustice, prend la défense d'Hermione en demandant au professeur la raison pour laquelle il pose une question, si c'est pour ne pas souhaiter l'intervention de la seule élève capable d'y répondre. L'audace de Ron lui vaut une retenue et le restant du cours se déroule dans un silence tendu. En guise de devoir, Rogue leur demande de rédiger deux rouleaux de parchemin sur la manière de reconnaître et de tuer un loup-garou. En ressortant du cours, Harry et Hermione sont convaincus que Rogue en veut à Lupin pour l'épisode de l'épouvantard ayant pris son apparence sous la risée générale.
Les pitiponks
Au retour de Lupin, les élèves protestent face au comportement de Rogue durant les derniers cours et contre le devoir qui leur a été donné à faire sur un chapitre qu'ils n'ont pas encore étudié. Leur révolte fait sourire Lupin, qui leur promet de faire annuler le devoir (à la déception d'Hermione, qui l'avait déjà terminé). Le cours est consacré aux pitiponks, des créatures n'ayant qu'une seule patte et dont le corps et les bras semblent constitués de filets de fumée entrelacés.
Après ce cours, Harry reste à discuter avec le professeur Lupin au sujet des détraqueurs postés autour de l'enceinte de l'école pour protéger les élèves de Sirius Black. Il lui demande notamment pourquoi les détraqueurs ont un tel impact sur lui qui, à chacune de leurs présences, finit par s'évanouir. Lupin le rassure en lui disant qu'il ne s'agit pas d'une quelconque forme de faiblesse, mais plutôt d'événements horribles dont il aurait été témoin étant plus petit (faisant allusion à la mort de ses parents). Les détraqueurs sont en effet réputés pour se nourrir du désespoir et pour vider l'espace qui les entoure de tout sentiment de bonheur. Harry lui avoue entendre sa mère crier au moment où elle est retrouvée et tuée par Voldemort, dès l'instant où un détraqueur s'approche de lui. Il demande à Lupin de lui donner des cours particuliers pour lui apprendre à se défendre contre ces créatures. Doutant de ses propres capacités dans ce domaine, Lupin hésite, mais finit par accepter.
Le parcours d'obstacles
Pour l'examen de fin d'année, Lupin prépare à ses élèves un parcours d'obstacles dans le parc de l'école, qui lui permet d'évaluer les stratégies de défense de chaque élève sur l'essentiel du programme. Ils doivent traverser une mare en sachant se libérer des strangulots, poursuivre leur chemin dans des ornières en évitant de se faire assommer par des Chaporouges, progresser dans un marécage en essayant de ne pas se faire déconcentrer par les Pitiponks et pour finir, entrer dans une grande malle qui renferme un épouvantard et le neutraliser à l'aide du sortilège Riddikulus. Harry s'en sort avec une excellente note. Ron obtient également un bon résultat, bien qu'il se soit fait entraîner au milieu du marécage. Hermione, quant à elle, réussit le parcours à la perfection jusqu'à ce que l'épouvantard prenne l'apparence du professeur McGonagall en lui annonçant qu'elle a raté tous ses examens. Hermione ressort de la malle en panique, et sa réaction amuse beaucoup Ron.
| Début de section |

Quatrième année
Le professeur référent est Alastor Maugrey, officiellement, et Barty Croupton Junior, de facto.
Le professeur Maugrey apparaît assez étrange. Il semble grognant, rocailleux, et sa silhouette est assez effrayante. Harry est rassuré de le voir sourire dès le premier cours et manifester ainsi une certaine forme de bienveillance, malgré son côté un peu brusque.
Maugrey précise dès son premier cours que ni lui, ni Dumbledore, ne tiennent à se conformer aux recommandations du ministère de la Magie qui consistent à les laisser dans l’ignorance des maléfices interdits avant leur sixième année. Par conséquent, il fait nommer les trois sortilèges impardonnables successivement par Ron, Neville et Hermione. Pour chacun des trois sortilèges, il fait une démonstration sur une grosse araignée. Au sortilège de l'Imperium, alors que l'araignée visée se met à faire des acrobaties sous le contrôle total de Maugrey, les élèves se mettent à rire, mais s'arrêtent sitôt que Maugrey les menace de leur faire subir la même chose. Lorsque Neville évoque le sortilège Doloris, Maugrey prend une autre araignée et la torture. L'araignée s'agite et se convulse, sous les yeux horrifiés des élèves. Hermione est contrainte d'énoncer le dernier sortilège impardonnable, en connaissant le sort réservé à la dernière araignée. Maugrey lance alors un Avada Kedavra et tue l'animal dans un éclair de lumière verte. Après cette entrée en matière, les élèves passent le reste du cours à prendre des notes sur les Sortilèges Impardonnables et lorsque le cours est terminé, la plupart d'entre eux expriment avec un mélange d'effroi et d'admiration ce que leur inspire la conduite du professeur Maugrey. Mais Harry n'y a rien vu d'amusant et Hermione est scandalisée.
Au cours suivant, le professeur Maugrey repousse les tables pour libérer de la place au centre de la classe. Il souhaite faire subir à chacun des élèves à tour de rôle le sortilège de l'Imperium afin qu'ils puissent en connaitre les effets et apprendre à y résister. Hermione rappelle au professeur qu'il avait fait mention d'une interdiction de l'utiliser sur un autre être humain. Mais selon Maugrey, il est préférable qu'ils sachent s'y préparer dans le cas où un ennemi « vraiment » mal intentionné tenterait de leur imposer sa volonté. Il laisse la possibilité à Hermione d'être dispensée, mais celle-ci refuse, préférant se prêter à l'exercice que de manquer un cours. Tous les élèves se soumettent donc à des actions étranges et sans logique, sous l'emprise du sortilège de l'Imperium que leur lance Maugrey. Lorsque vient le tour de Harry, celui-ci entre dans une sorte d'euphorie. Il entend la voix lointaine de Maugrey lui ordonner de sauter sur le bureau présent dans la pièce. Harry se prépare à obéir, puis sa conscience lui fait remarquer qu'il n'y a pas de raison valable pour faire cette action. Tandis que Maugrey le lui ordonne avec plus d'insistance, Harry amorce un saut, tout en s'efforçant de ne pas sauter et se fait mal en retombant. Lorsque Maugrey libère Harry, il le félicite et lui dit qu'il a su résister un certain temps au sortilège. À l'issue du quatrième essai, Harry parvient à en neutraliser complètement les effets.
Après la deuxième épreuve du tournoi des Trois Sorciers, le professeur Maugrey soumet les élèves à des tests de défense contre les maléfices. Beaucoup d'entre eux en ressortent légèrement blessés. Harry reçoit un sortilège de Folloreille qui fait agiter ses oreilles en tous sens.
À la fin de l'année, il s'avère que ce n'était pas Alastor Maugrey qui enseignait mais Barty Croupton Junior, transformé en Maugrey. Le vrai Maugrey était enfermé dans une malle.
| Début de section |

Cinquième année
Le professeur référent est Dolores Ombrage. Exceptionnellement, ce n'est pas Dumbledore, mais le Ministère de la Magie qui l'a placé à ce poste.
Dès son premier cours, Ombrage réclame que les élèves s'expriment de manière très académique. Ces derniers devinent que le cours ne sera pas passionnant dès l'instant où elle les informe que l'usage des baguettes ne sera pas requis. Ombrage inscrit ensuite au tableau : « Retour aux principes de base ». En effet, le programme de l'année sera centré exclusivement sur la magie défensive théorique sur trois axes principaux : « comprendre les principes qui fondent la défense magique », « apprendre à reconnaître les situations dans lesquelles la défense magique se trouve légalement justifiée », et « replacer la défense magique dans un contexte ouvrant sur la pratique ». Le premier cours est donc consacré à la lecture du premier chapitre de Théorie des stratégies de défense magique de Wilbert Eskivdur, intitulé « Principes de base à l'usage des débutants ». Après quelques minutes, Harry se rend compte qu'il relit plusieurs fois la même phrase sans en comprendre le sens. Ron n'est pas plus captivé et préfère jouer avec sa plume. Quant à Hermione, elle n'a même pas pris la peine d'ouvrir le livre, à la grande surprise de Harry. Hermione interroge Ombrage sur ses objectifs d'apprentissage en s'étonnant de l'absence d'utilisation des sorts de défense. Ombrage répond avec une gentillesse faussée qu'apprendre à utiliser les sorts de défense est inutile au sein de son cours. Face à la perplexité d'Hermione, Ombrage lui précise qu'une élève n'est nullement qualifiée pour se permettre de juger du contenu d'une matière qui dépend directement de l'autorité du Ministère. Harry intervient, en demandant quel peut être l'intérêt de la théorie face aux dangers du monde extérieur. Plusieurs autres élèves, comme Ron, Dean Thomas ou Parvati Patil interviennent également en défendant son point de vue. Comme Ombrage s'obstine, Harry perd patience en devinant que le professeur cherche à détourner délibérément le sujet du retour de Voldemort. Il évoque donc le sujet haut et fort, provoquant un mouvement de panique dans la classe à la simple évocation du nom du Seigneur des Ténèbres. Ombrage lui retire dix points en précisant à l'adresse des autres élèves qu'il s'agit d'un mensonge et qu'il n'y a rien à craindre, mais Harry insiste avec colère et finit par obtenir une retenue. Harry rejoint Hermione dans son idée qu'une propagande est en train de se mettre en place et qu'Ombrage en est l'un de ses principaux acteurs. Hermione tente de le calmer mais Harry affronte directement Ombrage en abordant le sujet de la mort de Cedric Diggory survenue l'année précédente, affirmant qu'elle ne veut pas admettre son meurtre par Voldemort. Au lieu de s'énerver, Ombrage lui demande calmement de remettre un parchemin au professeur McGonagall. Harry quitte la classe.
Ombrage apparaît très souriante lors du cours suivant. Tandis que les élèves sont tenus de lire le chapitre consacré aux « théories de défense les plus communes et leurs dérivés », Hermione précise au professeur avoir lu l'intégralité du livre et ne pas être d'accord avec son contenu, sans prendre la peine de s'exprimer à voix basse. Ombrage lui répond que son opinion n'importe pas, car sa méthode est approuvée par le Ministère et qu'il n'y a pas d'autre idée à s'en faire. Comme Ombrage retire des points à Hermione pour « perturbation du cours par des interruptions intempestives », Harry s'interpose, malgré la tentative d'Hermione pour le tempérer, ce qui lui vaut une nouvelle retenue. Et à sa grande surprise, McGonagall lui retire également des points une fois en avoir été informée, non pas pour l'encourager à se taire, mais pour l'inciter à garder son calme en présence d'Ombrage, craignant qu'il ne s'attire des ennuis.
Juste après avoir rendu un résultat d'inspection particulièrement acide au professeur Trelawney, le professeur Ombrage entre dans la classe de défense contre les forces du Mal avec une expression d'extrême suffisance sur le visage. Le cours est consacré à la lecture d'un chapitre intitulé « Les cas de réaction pacifique à une attaque magique » dans lequel les élèves se plongent sans enthousiasme.
Après la bataille au Ministère, le Ministre démissionne, tandis que Dolores Ombrage se retrouve suspendue.
| Début de section |

Sixième année
Le professeur référent est Severus Rogue.
La salle de défense contre les forces du Mal est plus sombre qu'à l'ordinaire, reflétant la personnalité de Rogue. Des images montrant des personnes souffrantes ou exhibant des blessures sont accrochées aux murs. Rogue commence son cours par un discours sur le fait qu'ils doivent apprendre à s'adapter à des forces instables, changeantes ou paraissant indestructibles et que leurs défenses doivent par conséquent devenir plus flexibles et inventives. Rogue demande quel est l'avantage d'un sortilège informulé - le sujet du cours, et accorde la parole à Hermione qui précise qu'il permet d'obtenir une fraction d'avance sur l'adversaire qui ne sait pas quel genre de magie va être utilisé contre lui. Rogue demande ensuite aux élèves de se mettre en binômes pour procéder aux premiers essais de sortilèges informulés. Hermione repousse aisément en demeurant muette, le maléfice de Jambencoton que lui lance, en chuchotant, Neville. Rogue, indifférent à l'exploit, se poste devant Harry et Ron pour observer la tentative de ce dernier sur Harry. Rien ne se produit. Rogue propose alors à Ron de lui montrer comment il convient d'agir en faisant lui-même une démonstration sur Harry. Mais celui-ci devine un prétexte du professeur pour s'en prendre à lui, prend peur, et lance par réflexe un charme du bouclier pour se protéger. Rogue perd l'équilibre et se rattrape à une table, ne manquant pas de rappeler à Harry qu'il était normalement question de sortilèges informulés. Harry répond avec insolence et Rogue le convoque dans son bureau le samedi suivant.
Au mois de mars, Rogue récupère des devoirs sur les Détraqueurs et aborde le sujet du sortilège Doloris. Durant ce même cours, Seamus Finnigan questionne le professeur sur la manière de distinguer un Inferius d'un fantôme. Rogue, qui remarque l'inattention de Harry, interroge celui-ci pour qu'il réponde à sa place. Rogue compare ensuite sa réponse à celle qu'aurait pu formuler un enfant de cinq ans. Ron fait une remarque sarcastique sur le sujet, ce qui fait perdre dix points à Gryffondor.
| Début de section |

Septième année : Art de la magie noire
Le professeur référent est Amycus Carrow (mangemort).
L'Art de la magie noire n'est enseigné qu'en septième année et remplace la défense contre les forces du Mal tandis que Voldemort est au pouvoir : c'est Voldemort lui-même qui nomme le professeur chargé d'enseigner cette discipline à Poudlard. Carrow est chargé de former les élèves aux sortilèges impardonnables. Les élèves doivent par exemple s’entraîner au sortilège Doloris en l'infligeant aux élèves en retenue.
|                                                           | Sujet(s) étudié(s) en cours | Sujet(s) d'examen de fin d'année |
| 1re année - Pr Quirrell                                   | soigner les morsures de loup-garou | (non précisé) |
| 2e année - Pr Lockhart                                    | maîtriser les lutin de Cornouailles | (examens annulés) |
| 3e année - Pr Lupin                                       | neutraliser les épouvantards avec le sortilège Riddikulus se défendre des chaporouges se défendre des kappas briser l'étreinte des strangulots avec Rogue (remplaçant) : savoir reconnaître un loup-garou se défendre des pitiponks faire fuir les détraqueurs avec un Patronus (cours particulier pour Harry) | réussir un parcours d'obstacles |
| 4e année - Pr Maugrey                                     | les Sortilèges Impardonnables se défendre des maléfices | (non précisé) (Harry, en tant que champion, est dispensé d'examens)                                                                                       |
| 5e année - Pr Ombrage                                     | la magie défensive théorique | EXAMEN DE BUSE Théorie : (différentes questions, sans précision) Pratique : Contre-maléfices Sortilèges défensifs (dont Riddikilus et Charme du bouclier) |
| 6e année - Pr Rogue                                       | les sortilèges informulés le sortilège Doloris | (examens reportés à la suite du décès de Dumbledore) |
| 7e année - Pr Carrow (DCFM devenue Art de la Magie noire) | les Sortilèges Impardonnables (sur élèves punis) | (ASPIC annulés en raison du conflit) |

### Histoire de la magie
Enseignée par un fantôme, le professeur Binns, l'histoire de la magie (history of magic en anglais) est connue pour être l'une des matières les plus ennuyeuses, car le fantôme parle toujours d'une voix monocorde. On y apprend l'histoire de Poudlard et de la magie en particulier. Le seul moment où les élèves y sont particulièrement attentifs est quand le professeur mentionne l'histoire de la Chambre des Secrets, en deuxième année. Ron et Harry sont très peu attentifs à cette matière et somnolent souvent. C'est Hermione qui leur fournit les notes nécessaires à leur réussite aux examens.
| Professeur référent : - Cuthbert Binns | Manuels d'accompagnement : - Histoire de la magie de Bathilda Tourdesac |

Déroulement des cours

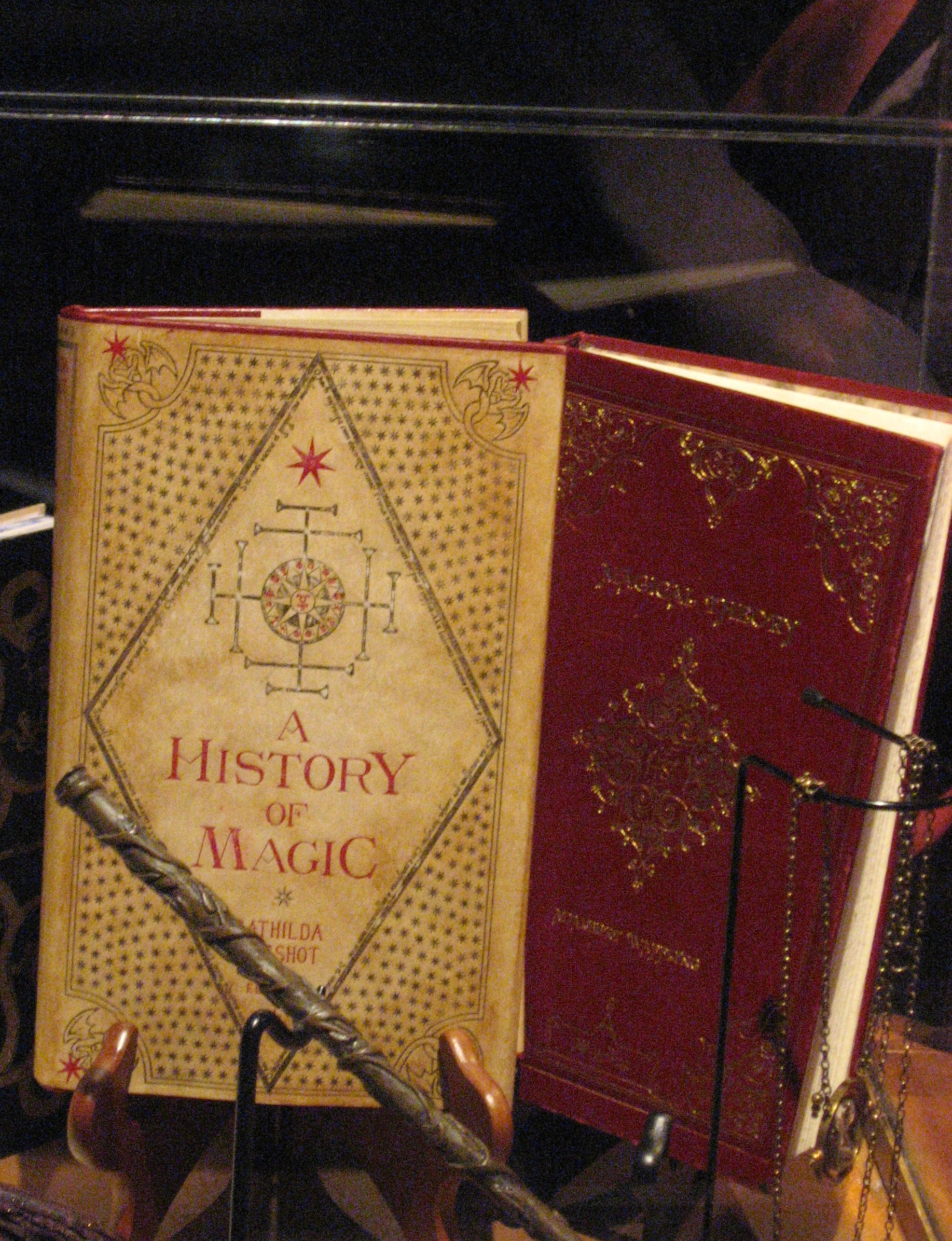
Livres reliés pour les films, dont Histoire de la Magie, Harry Potter - l'exposition, Saint-Denis, 2015.

En première année, les élèves prennent quelques notes au sujet de sorciers célèbres tels que Emeric le Hargneux et Ulric le Follingue. Pour valider leur première année, ils doivent être capables de rédiger une dissertation sur les inventeurs des chaudrons aux contenus tournant tout seul.
En deuxième année, pour un devoir à faire sur dix jours, le professeur Binns demande aux élèves de remplir quatre-vingt-dix centimètres de parchemin sur l'Assemblée médiévale des sorciers d'Europe. Hermione, très inspirée, parvient à rendre un rouleau long d'un mètre quarante. Au cours suivant, lors d'un exposé de Binns sur la Convention des Sorciers de 1289 sur lequel la plupart des élèves somnolent, Hermione interrompt le cours pour demander au professeur des informations sur la Chambre des secrets, éveillant soudainement l'attention des autres, inquiets par les événements qui se produisent à Poudlard cette année-là. Harry se rend compte que le professeur Binns se trouve désarçonné par l'intérêt soudain qu'on lui porte, lui qui considère à peine d'ordinaire la présence de ses élèves à ses cours.
Voici un exemple de sujet de dissertation donné aux élèves de troisième année : 
« La crémation des sorcières au XIVe siècle était totalement inefficace : commentez et discutez. »
En quatrième année, les élèves ont chaque semaine une dissertation à produire sur la révolte des Gobelins au XVIIIe siècle. En cours, le professeur Binns se contente de lire ses notes traitant d'émeutes sanglantes et féroces, qui paraissent particulièrement ennuyeuses.
Le premier cours de cinquième année est consacré aux guerres des géants et dure une heure et demie. Harry passe la plus grande partie du cours à jouer au jeu du pendu avec Ron. sur un morceau de parchemin. Les élèves ont quarante-cinq centimètres de rédaction à produire sur le sujet pour le cours suivant. Lors d'un autre cours consacré à la guerre des géants, Hedwige, la chouette de Harry, se perche sur le rebord de la fenêtre avec une lettre attachée à sa patte. Harry se lève, récupère Hedwige discrètement et constate qu'elle est blessée. Harry quitte alors le cours pour aller la confier au professeur Gobe-Planche.
|           | Sujet(s) étudié(s) en cours                                                    | Sujet(s) d'examen de fin d'année |
| 1re année | Emeric le Hargneux et Ulric le Follingue                                       | dissertation sur les inventeurs des chaudrons spéciaux |
| 2e année  | l'Assemblée médiévale des sorciers d'Europe la Convention des Sorciers de 1289 | (examens annulés) |
| 3e année  | la crémation des sorcières au XIVe siècle                                      | rédaction sur les chasses aux sorcières au Moyen Âge |
| 4e année  | la révolte des Gobelins au XVIIIe siècle                                       | rédaction sur la révolte des Gobelins (Harry, en tant que champion, est dispensé d'examens) |
| 5e année  | les guerres des géants                                                         | EXAMEN DE BUSE « La législation sur les baguettes magiques a-t-elle favorisé les émeutes de gobelins au XVIIIe siècle ou, au contraire, permis de mieux les contrôler ? » « Comment le Code du secret fut-il volé en 1749 et quelles mesures furent prises pour éviter que cette situation ne se reproduise ? » « Décrire les circonstances qui ont mené à la fondation de la Confédération internationale des sorciers et expliquer pourquoi les sorciers du Liechtenstein refusèrent d'y adhérer » |
| 6e année  | (non précisé)                                                                  | (examens reportés à la suite du décès de Dumbledore) |
| 7e année  | (non précisé)                                                                  | (ASPIC annulés en raison du conflit) |

### Métamorphose
La métamorphose (transfiguration en anglais) est une matière difficile : elle consiste à apprendre à transformer un volume. On y apprend à modifier les apparences des objets, des animaux, puis des êtres humains (le professeur McGonagall possédant elle-même la faculté de se transformer en chat).
| Professeur référent : - Minerva McGonagall | Manuels d'accompagnement : - Manuel de métamorphose à l'usage des débutants de Emeric G. Changé, - Manuel du cours moyen de métamorphose, - Manuel de métamorphose avancée |

Première année
Dès le premier cours, en première année, le professeur McGonagall apparaît à Harry et aux élèves comme étant intelligente mais assez stricte. Elle les met en garde contre la métamorphose qui est, d'après elle, l'une des formes de magie les plus complexes et dangereuses qu'ils auront à étudier. Elle menace donc de renvoyer définitivement du cours tout élève chahutant qui ne tiendrait pas compte de ses consignes. Elle enchaîne sur une démonstration en transformant son bureau en cochon, puis en lui redonnant son apparence normale, ce qui éveille immédiatement l’intérêt et l'admiration de ses élèves. Durant ce premier cours, les élèves doivent donc s'exercer à changer une allumette en aiguille mais seule Hermione parvient à un résultat concluant en obtenant une allumette d'une couleur argentée et à l'extrémité pointue, ce qui lui vaut l'un des rares sourires du professeur McGonagall.
Pour valider leur examen de fin d'année, les élèves doivent être capables de transformer une souris en tabatière. Des points bonus sont ajoutés si la tabatière est particulièrement belle, ou retirés si des moustaches sont encore visibles.
Deuxième année
Le professeur McGonagall demande aux élèves de s'exercer à changer un scarabée en bouton de manteau mais Harry et Ron trouvent l'exercice particulièrement difficile. En effet, l'animal court tellement vite qu'il parvient toujours à échapper aux sorts de Harry. Ron, de son côté, ne parvient qu'à produire des étincelles car sa baguette s'est retrouvée cassée à la suite de l'atterrissage sur le Saule cogneur. Malgré un rafistolage, celle-ci ne veut plus répondre correctement à ses ordres. À chacun de ses essais sur le scarabée, la baguette dégage une épaisse fumée grise à l'odeur d'œuf pourri qui l'empêche de voir quoi que ce soit et Ron finit par écraser involontairement l'animal. Hermione, quant à elle, parvient sans difficulté à réaliser des boutons de manteau impeccables.
À la fin du printemps, le professeur McGonagall, qui se retrouve temporairement directrice de l'école à la suite de la mise à pied de Dumbledore, demande aux élèves de s'exercer à transformer deux lapins en pantoufles. En lançant son sortilège, Neville Londubat perd le contrôle de sa baguette qui fait disparaître l'un des pieds de sa table.

McGonagall leur annonce en même temps que les examens auront lieu début juin. Les élèves protestent en vue des évènements récents mais le professeur maintient sa position en affirmant qu'elle fera fonctionner l'école normalement, selon le souhait de Dumbledore. Cependant, il est mentionné qu'à la fin de l'année, pour fêter le retour des élèves pétrifiés, de Hagrid et de Dumbledore, les examens ont bel et bien été annulés.
Troisième année
Le premier cours de métamorphose de l'année se déroule dans une ambiance particulière, ayant lieu juste après le premier cours de divination au cours duquel Harry a essuyé un présage de mort. Alors que le professeur McGonagall leur parle des sorciers capables de se transformer en animaux (les Animagi), elle remarque que les élèves ne sont pas concentrés et leur demande ce qui ne va pas. Il suffit à Hermione de dire qu'ils reviennent du cours du professeur Trelawney pour que McGonagall comprenne aussitôt la raison de leur préoccupation. Elle avertit alors Harry, non sans ironie, qu'il ne sera pas dispensé pour autant de faire son prochain devoir, mais que s'il est amené à mourir, elle ne l'obligera plus à le lui rendre. Hermione éclate de rire. L'ambiance redevient détendue et le cours sur les Animagi se poursuit normalement.
À leur examen de fin d'année, les élèves ont à transformer une théière en tortue. Hermione exaspère l'ensemble des élèves en se lamentant du fait que sa tortue ressemble à une tortue marine au lieu d'une tortue terrestre.
Quatrième année
Le professeur McGonagall demande aux élèves de transformer un hérisson en pelote d'épingles et vante les mérites d'Hermione en signalant qu'elle est la seule de la classe à parvenir à un résultat acceptable. Il est aussi fait mention que la pelote de Dean Thomas se recroqueville de terreur dès qu'une épingle l'approche.
Les élèves étudient également le sortilège de Transfert, qui consiste à transplanter un élément d'un premier sujet sur un second. L'exercice semble particulièrement difficile, si bien que Neville Londubat transplante accidentellement ses oreilles sur un cactus.
En décembre, les cours consistent à transformer des dindes en cochons d'Inde. Harry et Ron, qui s'amusent avec des baguettes farceuses fournies par Fred et George, se font rappeler à l'ordre par le professeur McGonagall. Le cochon d'Inde de Neville reste pourvu de plumes et ressemble davantage à un cochon-dinde d'après McGonagall. À la fin du cours, les animaux obtenus sont rassemblés dans une cage posée sur le bureau, pour être notés. Pour le cours suivant, les élèves doivent donner des exemples des différentes manières d'adapter les sortilèges de métamorphose aux transferts inter-espèces. Le professeur McGonagall les informe également qu'un Bal de Noël aura lieu dans la Grande Salle entre la première et la deuxième épreuve du tournoi des trois sorciers.
Cinquième année
Le professeur McGonagall commence le premier cours par un rappel de l'importance des examens de BUSE de fin d'année, en leur disant que s'ils donnent le meilleur d'eux-mêmes, ils auront de bonnes chances de réussite. Neville est sceptique, mais McGonagall veille à le rassurer en lui affirmant que son seul véritable défaut réside dans son manque de confiance. Ensuite, ils étudient les sortilèges de Disparition, figurants parmi les exercices les plus délicats de leur épreuve. Pour cela, les élèves doivent faire disparaître un escargot. Celui d'Hermione disparaît à sa troisième tentative, ce qui lui vaut dix points supplémentaires, mais ni Harry, ni Ron ne parviennent à un résultat à l'issue du premier cours. Hermione est dispensée de devoirs à faire. Mais les autres élèves sont tenus de s'entrainer dans la soirée afin d'obtenir des essais plus concluants au cours du lendemain après-midi. À la fin du cours suivant, les élèves doivent rédiger une dissertation sur le sortilège « Inanimatus Apparitus ».
Lors d'un autre cours, le professeur McGonagall est inspectée par le professeur Ombrage, cette dernière venant d'être nommée « Grande Inquisitrice » de Poudlard par le ministère de la Magie. McGonagall, dans un premier temps, demande à Seamus Finnigan de distribuer les devoirs corrigés, ignorant délibérément Ombrage (malgré toutes les tentatives de cette dernière pour se faire remarquer). Satisfaite des progrès de l'ensemble de la classe sur les sortilèges de Disparition pratiqués sur les invertébrés, elle leur demande cette fois de faire disparaître une souris. Lorsque Ombrage l'interrompt pour la troisième fois d'une toux exagérée, McGonagall lui demande de quelle manière elle compte se faire une opinion du contenu de son cours en l'interrompant sans cesse. Elle ajoute qu'en règle générale, elle ne permet pas aux élèves de l'interrompre, et qu'il en sera donc de même avec elle. Harry, à la fois amusé et enchanté, en oublie sa rancune envers McGonagall qui lui avait précédemment retiré des points à cause de sa conduite emportée (contre leur ennemie commune). Ombrage, quant à elle, demeure discrète jusqu'à la fin du cours, se contentant de prendre des notes. Au moment de quitter la classe, Harry et le professeur McGonagall échangent un sourire discret.
|           | Sujet(s) étudié(s) en cours                                                                   | Sujet(s) d'examen de fin d'année                                                                  |
| 1re année | transformation d'un petit sujet (objet)                                                       | transformer une souris en tabatière                                                               |
| 2e année  | transformation d'un petit sujet (animal)                                                      | (examens annulés)                                                                                 |
| 3e année  | Animagi                                                                                       | transformer une théière en tortue                                                                 |
| 4e année  | le sortilège de Transfert adapter les sortilèges de métamorphose aux transferts inter-espèces | (non précisé) (Harry, en tant que champion, est dispensé d'examens)                               |
| 5e année  | les sortilèges de Disparition le sortilège Inanimatus Apparitus                               | EXAMEN DE BUSE Théorie : Définir le sortilège de Transfert Pratique : Faire disparaître un animal |
| 6e année  | la métamorphose humaine les sortilèges informulés de transformation                           | (examens reportés à la suite du décès de Dumbledore)                                              |
| 7e année  | les sortilèges d'Apparition                                                                   | (ASPIC annulés en raison du conflit)                                                              |

### Potions
Les cours de potions se déroulent dans les cachots, au sous-sol du château, dans une ambiance froide et assez effrayante. Le cours consiste à apprendre les différents types de potions, leurs composants et leur préparation, mais Severus Rogue, le professeur le plus représentatif pour cette discipline, considère que c'est une science subtile et un art à part entière, évoquant dès son premier cours « la beauté d'un chaudron qui bouillonne » ou encore « la délicatesse d'un liquide s'insinuant dans les veines d'un homme pour ensorceler peu à peu son esprit et lui emprisonner les sens ». Cette entrée en matière contribue à rendre les cours de potions et le professeur Rogue assez effrayants aux yeux de la plupart des élèves. À l'image du professeur McGonagall, Rogue n'éprouve aucune difficulté à maintenir une classe silencieuse et attentive, même en s'adressant aux élèves d'une voix à peine plus élevée qu'un murmure. La venue du professeur Slughorn en sixième année donne une image plus conviviale de ces cours.
Les potions se préparent dans un chaudron avec divers éléments (crins de licorne, crochets de serpent…) et un ustensile pour les mélanger (parfois la baguette magique).
Harry n'est pas très doué dans cette discipline (sauf avec l'aide du livre du prince de sang-mêlé), contrairement à sa mère Lily Potter. Il obtient pourtant la note E (effort exceptionnel) à son épreuve de potion pour ses BUSE en cinquième année.
| Professeurs référents : - Severus Rogue (années 1 à 5) - Horace Slughorn (années 6 et 7) | Manuels d'accompagnement : - Potions magiques de Arsenius Beaulitron, - Manuel avancé de préparation des potions de Libatius Borage. | Équipement nécessaire : - chaudron en étain (modèle standard, taille 2) - fioles en verre ou en cristal - balance en cuivre |

| Année 1 - Année 2 - Année 3 - Année 4 - Année 5 - Année 6 Résumé d'études de potions |

Première année
Au premier cours, Harry ressent que le professeur Rogue est particulièrement antipathique, et surtout vis-à-vis de lui. Au moment de faire l'appel, Rogue s'arrête sur le nom de Harry Potter et caricature alors le garçon en lui attribuant les attributs péjoratifs d'une célébrité, sous les rires des élèves de Serpentard (qui ont leurs cours de potion en commun avec les Gryffondor). Rogue questionne Harry à l'oral pour tester ses connaissances sur la racine d'asphodèle en poudre et l'infusion d'armoise, le bézoard, la différence entre le napel et le tue-loup... autant de sujets qui lui sont encore totalement inconnus. Rogue, n'obtenant pas de réponse satisfaisante de sa part (et ne tenant pas compte de la main levée d'Hermione Granger), retire donc des points à la maison Gryffondor. Les élèves apprennent par la même occasion que le mélange d'asphodèle et d'armoise est utilisé dans la réalisation de la Goutte du Mort vivant (un somnifère très puissant), que le bézoard (une pierre que l'on trouve dans l'estomac des chèvres) est un antidote à la plupart des poisons, et qu'il n'y a aucune différence entre le napel et le tue-loup, puisqu'il s'agit de la même plante.
Les élèves (en binômes) doivent réaliser une potion destinée à soigner les furoncles en utilisant dans la préparation des orties séchées et des crochets de serpent écrasés. Drago Malefoy est le seul à ne pas subir les critiques du professeur, qui passe régulièrement entre les paillasses pour vérifier le contenu des chaudrons. Un peu plus tard, Neville Londubat, en ajoutant par mégarde des épines de porc-épic avant de retirer la préparation du feu, fait fondre le chaudron qu'il partageait avec Seamus Finnigan dans un grand nuage de fumée verte. Le contenu se répand par terre en rongeant les chaussures des autres élèves et sème la panique dans la classe. Neville lui-même s'étant éclaboussé le visage, de nombreux furoncles lui apparaissent. Rogue accuse Harry de ne pas avoir prévenu Neville de son erreur à temps dans le seul but d'apparaître plus brillant que lui, ce qui lui coûte un point de plus.
Pour valider leur examen de fin d'année, les élèves doivent être capables de préparer une potion d'Amnésie.
Deuxième année

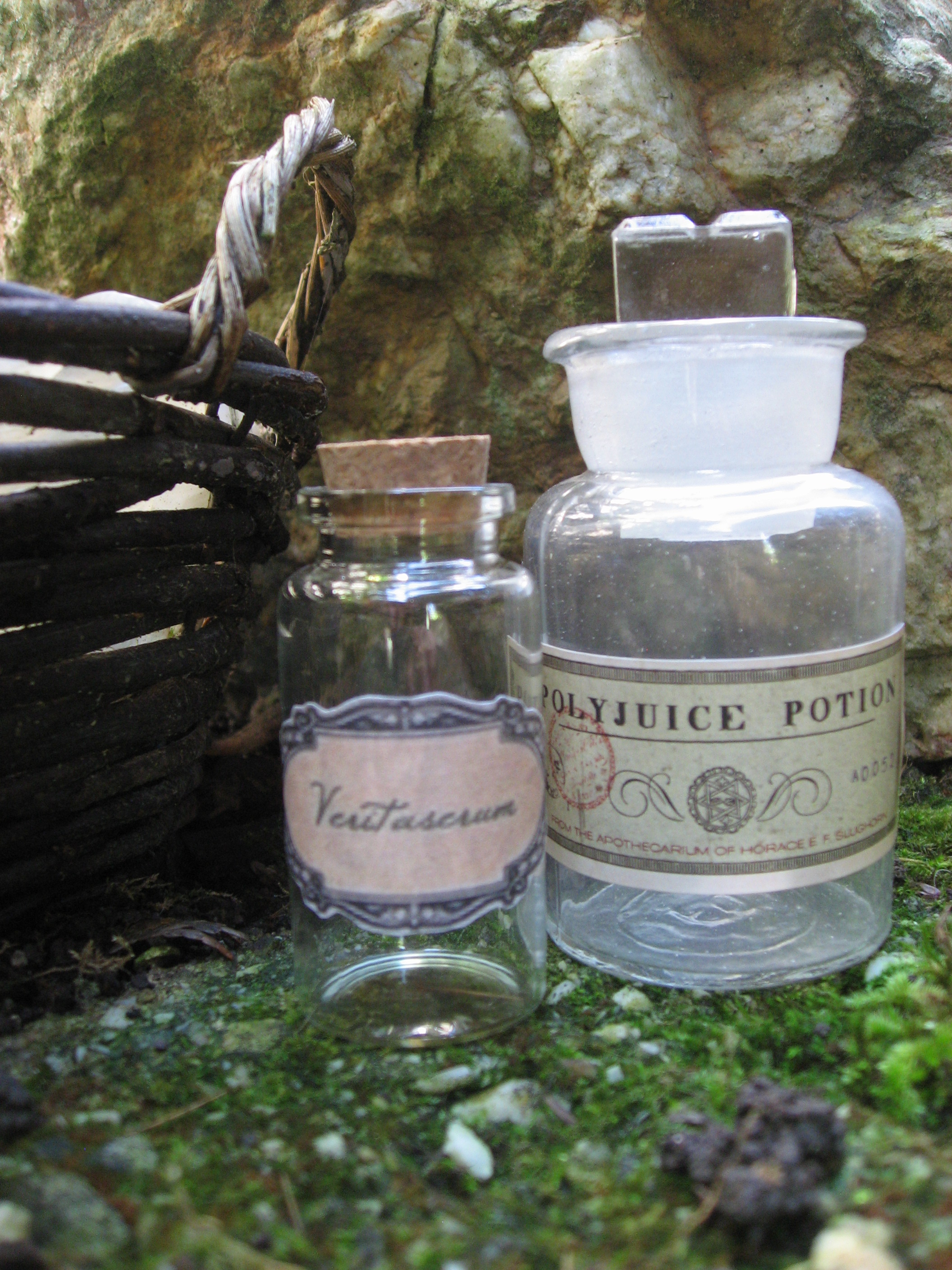
Imitations de fioles de Polynectar et de Veritaserum.

Lors d'un cours, Rogue évoque brièvement dans une parenthèse le Polynectar en précisant qu'il s'agit d'une potion permettant de prendre l'apparence de quelqu'un d'autre et dont l'effet disparaît au bout d'un moment. Il avait également précisé que la recette figurait dans Les Potions de grands pouvoirs, rangé dans la Réserve de la bibliothèque. C'était sans imaginer qu'Hermione Granger accorderait beaucoup d'importance à ce détail et essaierait par la suite de fabriquer cette potion elle-même en volant les ingrédients manquants dans son armoire personnelle. En effet, les trois amis utiliseront le Polynectar pour obtenir des informations sur la Chambre des secrets auprès de Drago Malefoy. Lors du cours durant lequel a lieu le vol, les élèves sont en train de préparer une potion d'Enflure. Harry et Ron se font bombarder d'yeux de poissons par Drago Malefoy, sans prendre le risque de riposter et d'hériter en retour d'une retenue. La potion de Harry est trop liquide et trop claire, mais celui-ci n'est pas concentré, préparant mentalement la diversion pour permettre à Hermione d'atteindre l'armoire. Au moment opportun, Harry se penche alors derrière son chaudron et actionne un pétard du Dr Flibuste d'un coup de baguette magique. Puis il se redresse et le lance dans le chaudron de Gregory Goyle, un ami de Drago. La potion d'Enflure explose et les élèves atteints par les projections se mettent à hurler en ayant le visage enflé comme un ballon. Rogue essaie de ramener l'ordre et administre un antidote aux élèves touchés. Pendant ce temps, Hermione trouve le temps de sortir discrètement de la classe, prendre les ingrédients nécessaires dans le bureau du professeur, et revenir en cours. Rogue montre alors à la classe les restants du pétard récupérés dans le chaudron de Goyle et promet que la personne responsable se verra renvoyée de l'école.
Deux semaines après l'agression d'Hermione, puis du renvoi temporaire de Dumbledore et de Hagrid à cause des événements liés à la réouverture de la Chambre des secrets, Harry entend Malefoy se réjouir du départ du directeur durant le cours. Drago propose même au professeur Rogue de postuler pour la place, lui affirmant qu'il est le meilleur professeur de l'école et qu'il bénéficierait de l'avis favorable de son père. Rogue répond qu'il n'est pas question d'un départ définitif de Dumbledore, même s'il semble flatté de son appréciation. À la fin du cours, au moment où les élèves rangent leurs affaires, Drago fait part de sa déception qu'Hermione Granger n'ait pas été tuée. Ron bondit aussitôt sur le garçon et Harry se voit contraint de le retenir avec l'aide de Dean Thomas afin d'éviter une bagarre devant Rogue.
| Début de section |

Troisième année
Le premier cours de potions de troisième année se déroule juste après la blessure au bras de Drago Malefoy, infligée par l'hippogriffe de Hagrid. Le garçon profite de son indisposition pour demander à Rogue s'il peut obtenir l'aide de ses rivaux, Harry et Ron. Les élèves doivent apprendre à préparer une potion de Ratatinage et Malefoy s'installe donc à la même table que Harry et Ron, pour leur demander de lui couper successivement ses racines de marguerite, sa figue séchée, ses chenilles mortes, son foie de rat et tous ses ingrédients entrant dans la composition de la potion. Ron, en mauvais perdant, coupe de grossiers morceaux de racines et les lui tend, mais Malefoy s'en plaint auprès du professeur. Celui-ci demande alors à Ron d'échanger ses propres racines (jusqu'ici coupées soigneusement et de manière régulière) avec celles qu'il vient de couper à la hâte pour Malefoy.
Neville Londubat, qui appréhende plus que tout le cours de potions, ne parvient pas à obtenir la couleur verte demandée. Sa potion devient orange. Rogue s'arrête alors devant son chaudron et en prend un échantillon pour le montrer à toute la classe. Voyant que Neville est au bord des larmes, Hermione tente de prendre sa défense mais Rogue lui conseille de ne pas se faire davantage remarquer. Constatant la présence du compagnon crapaud de Neuville sur sa table, le professeur menace alors le garçon de faire avaler la potion qu'il aura préparée à son animal à la fin du cours, y voyant là un moyen de l'encourager à mieux se concentrer. Neville est complètement paniqué. Pendant que leurs potions infusent, Harry, Ron et Drago rangent les ingrédients inutilisés et nettoient leurs ustensiles à l'évier tout en discutant de Sirius Black. Drago s'étonne que Harry ne cherche pas à se venger de Black, mais Harry ne comprend pas où il veut en venir. À la fin du cours, Rogue plonge une louche dans la potion de Neville redevenue verte et en donne quelques gouttes à l'animal. Le crapaud se transforme alors en têtard, preuve que la potion est réussie, et les élèves de Gryffondor applaudissent en cœur. Rogue, qui devine qu'Hermione est intervenue à son insu, retire cinq points à Gryffondor.
L'examen de fin d'année en potion tourne au désastre pour Harry, qui ne parvient pas à préparer un philtre de Confusion correct. Rogue l'observe avec un plaisir vengeur et semble lui attribuer la note zéro.
| Début de section |

Quatrième année
Les élèves doivent faire des recherches sur des antidotes. Afin qu'ils prennent l'exercice au sérieux, Rogue menace d'empoisonner un élève avant Noël pour tester l'efficacité de leurs essais.
Avant le cours suivant, les élèves de Gryffondor et de Serpentard sont rassemblés devant les cachots en attendant le professeur Rogue. Les Serpentard arborent un badge humiliant à l'encontre de Harry à cause de son élection au Tournoi des trois sorciers. Alors qu'Hermione tente d'intervenir pour prendre sa défense, les choses dégénèrent. Harry s'interpose entre Drago Malefoy et Hermione, et sort sa baguette magique en même temps que l'élève de Serpentard. Leurs sortilèges se heurtent et ricochent en déviant de leur trajectoire. Gregory Goyle est touché par le sortilège de Harry, et Hermione par celui de Drago. Ron se précipite pour secourir Hermione, dont les dents se mettent à grandir de manière spectaculaire. Rogue arrive au même moment. Il ordonne aussitôt à Goyle de se rendre à l'infirmerie, mais déclare au sujet d'Hermione qu'il ne voit pas de grande différence. Hermione s'enfuit et la réaction immédiate de Harry et de Ron envers Rogue leur valent cinquante points en moins et une retenue à chacun. Il retrouve rapidement l'attention des élèves en leur demandant de produire la recette d'antidote qu'ils ont eu chacun à mettre au point, en leur rappelant sa promesse d'empoisonner l'un d'eux pour tester l'efficacité de leurs antidotes. Son regard croise celui de Harry et le garçon comprend qu'il sera le cobaye en question. Harry imagine n'importe quel stratagème pour se venger de Rogue et l'empêcher de l'humilier une fois de plus. Mais au même moment, Colin Crivey fait irruption dans la salle de classe pour demander la permission à Rogue d'emmener Harry avec lui pour un examen de baguettes avant le début du tournoi des Trois Sorciers. Rogue demande cependant à Harry de laisser son sac à sa place pour qu'il revienne tester son antidote, mais Colin insiste en disant qu'il doit emmener ses affaires avec lui. Rogue est contraint d'accepter avec mauvaise humeur.

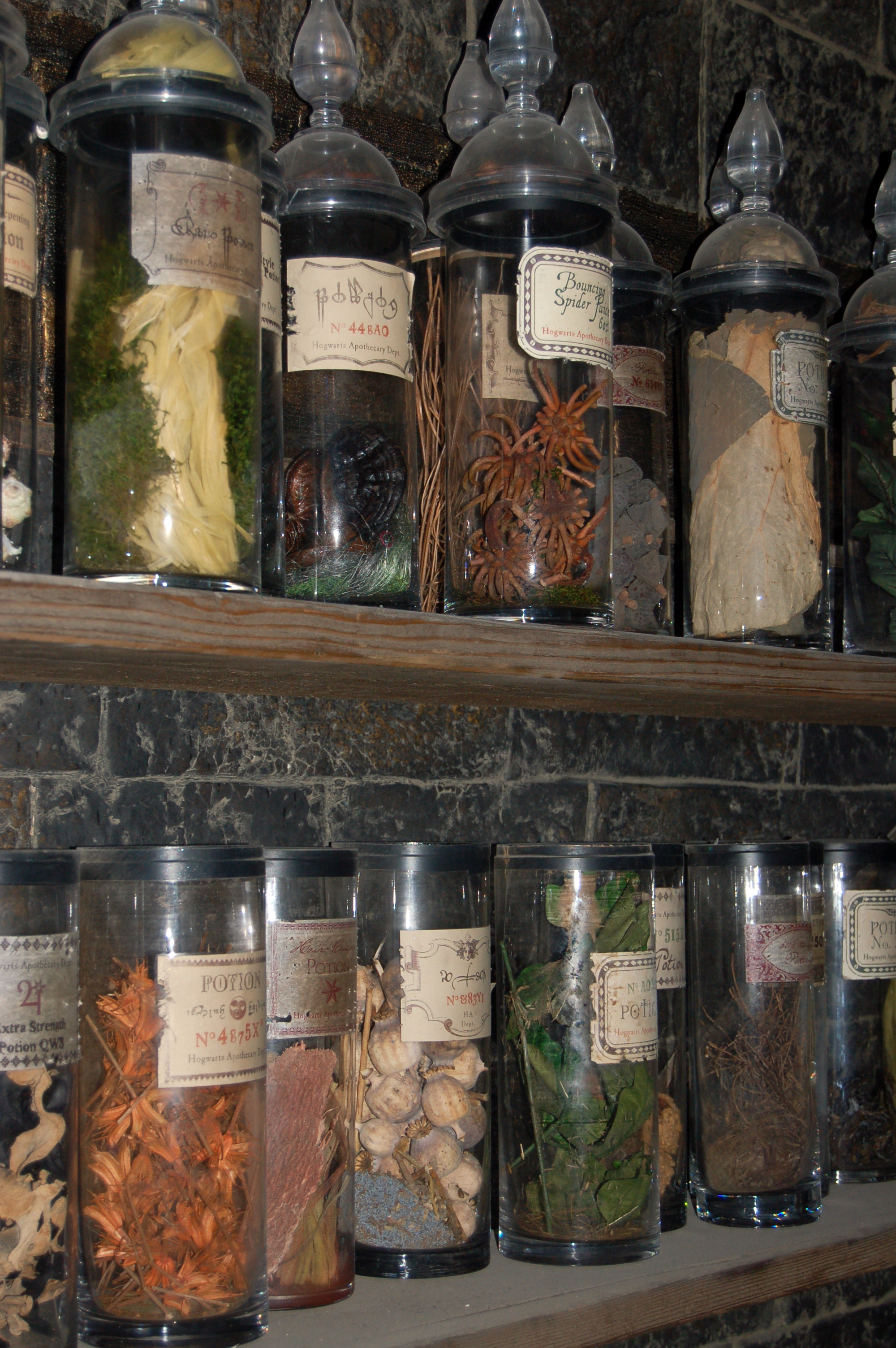
Quelques ingrédients présents dans les décors des cachots. The Making of Harry Potter, Studios Leavesden (2012).

Après la deuxième épreuve du tournoi des Trois Sorciers, dans les environs du mois de mars, Rogue apprend aux élèves à préparer une potion d'Aiguise-Méninges. Tandis que le professeur écrit la liste des ingrédients au tableau, Harry, Ron et Hermione lisent discrètement une page du journal Sorcière-Hebdo consacrée en grande partie à Hermione et sa soi-disant volonté de séduire les sorciers célèbres tels que Krum ou Harry lui-même. Tandis qu'ils écrasent des scarabées dans un bol avec un pilon pour les besoins de la potion d'Aiguise-Méninges, les trois amis se demandent par quels moyens Rita Skeeter parvient à obtenir certaines informations qu'ils prennent pourtant soin de tenir secrètes. Ron, curieux et jaloux de la relation que semble entretenir Hermione avec le champion de Durmstrang, écrase machinalement son pilon sur la table, à une quinzaine de centimètres de son bol. Alors qu'Hermione tente de s'expliquer, Rogue en profite pour se glisser discrètement jusqu'à leur table et lui demande de ne pas débattre de sa vie personnelle durant son cours. Sur cette intervention, il lui retire dix points. Puis il récupère l'exemplaire du journal qu'elle cache sous la table et lit à haute voix les passages de l'article traitant de Harry et de sa « blessure secrète », en marquant une pause à chaque fin de phrase pour laisser le temps aux autres élèves de rire. Rogue décide de séparer le trio en installant Hermione avec Pansy Parkinson, et Harry au premier rang, juste devant son bureau. Furieux mais trop honteux pour riposter, Harry obéit et se voit contraint de subir les sarcasmes discrets de Rogue qui s'installe juste devant lui pour le restant du cours. Lorsque Rogue évoque le vol d'une peau de serpent d'arbre et d'une Branchiflore de son bureau, Harry ne peut s'empêcher de réagir et soutient le regard accusateur de l'enseignant. Harry sait qu'Hermione a volé le premier ingrédient en deuxième année pour la préparation du Polynectar et que le second ingrédient a été subtilisé quelques jours plus tôt par Dobby pour lui venir en aide à l'épreuve du lac. Il n'est donc pas directement coupable, même s'il refuse d'en dire davantage afin de couvrir ses deux amis. Face à son impassibilité, Rogue le menace de lui faire boire du Veritaserum dans le cas où il s'obstinerait, ce qui l'obligerait à révéler ses secrets devant la classe entière. Harry ne répond pas et retourne à la coupe de ses racines de gingembre. Le cours est interrompu par l'arrivée d'Igor Karkaroff, qui vient s'entretenir à voix basse avec Rogue. Harry, qui verse de la bile de tatou dans son chaudron, remarque que Karkaroff semble très inquiet, mais Rogue insiste pour attendre la fin du cours. Lorsque la cloche retentit, Harry renverse volontairement son verre doseur pour rester un peu plus longtemps. Il aperçoit la marque des ténèbres sur l'avant-bras que le directeur de Durmstrang montre à Rogue.
| Début de section |

Cinquième année
Rogue rappelle aux élèves qu'ils auront à passer en fin d'année l'examen des BUSE, au cours duquel ils devront prouver leurs connaissances en matière de composition et d'utilisation des potions. Il précise qu'à l'issue de cet examen, il n'acceptera que les meilleurs élèves pour la sixième année et que beaucoup cesseront d'assister à ses cours. Rogue adresse un rictus entendu à Harry. Il enchaîne en évoquant le philtre de paix, souvent demandé aux BUSE, qui permet de calmer l'anxiété et apaiser l'agitation. Il avertit cependant les élèves de ne pas charger excessivement les dosages de la préparation au risque de faire tomber le destinataire dans un profond sommeil, pouvant s'avérer irréversible. Il inscrit ensuite les ingrédients et la méthode de préparation au tableau et leur donne une heure et demie pour essayer de préparer quelque chose. Tout le monde se met au travail et Harry, Ron et Hermione constatent qu'il s'agit d'une potion particulièrement délicate à préparer. Il faut tenir compte du sens de rotation du mélange et diminuer par moments la chaleur du feu avant d'ajouter l'ingrédient suivant. Dix minutes avant la fin du cours, Rogue passe entre les rangs et leur précise qu'une vapeur argentée est censée s'élever de leur chaudron. Celui de Harry produit de la vapeur grise foncée, celui de Ron émet des étincelles vertes et dégage une odeur d'œuf pourri. La préparation de Neville a la même consistance que du ciment frais. Seamus Finnigan, de son côté, tente de ranimer son feu. Lorsque Rogue passe devant le chaudron d'Hermione pour inspecter sa potion, il ne trouve rien à critiquer. En revanche, en s'arrêtant devant celui de Harry, il lui demande de relire la troisième ligne des instructions. Harry comprend alors qu'il a oublié d'ajouter du sirop d'ellébore à la suite de la poudre de pierre de lune. Rogue vide son chaudron d'un coup de baguette, puis demande aux élèves de lui confier un échantillon de leur préparation afin qu'il puisse les analyser. Neville doit creuser un trou dans sa préparation pour en prélever un échantillon. Harry, dépité, devine qu'il sera le seul à obtenir un zéro. Trente centimètres de parchemin sur les propriétés de la pierre de lune et son utilisation leur sont demandés pour le cours suivant.
Harry obtient un « D » (« désolant ») à son devoir sur les pierres de lune (évalué à la manière d'un BUSE « blanc »), tandis que Ron obtient un « P » (« piètre ») et Hermione un « acceptable ». Au cours qui s'ensuit, Rogue, qui ne manque pas de souligner que la moyenne générale du devoir se situe à des « profondeurs abyssales », précise à l'ensemble de la classe qu'il les a évalués comme il l'aurait fait à un examen officiel de BUSE, y voyant là une manière de les mettre en condition. Pour valider un examen, il faut obtenir au moins la note « acceptable ». Il ajoute que le prochain devoir portera sur les antidotes aux venins et menace les éventuels futurs détenteurs de notes inférieures ou égales à « D » d'une prochaine retenue assurée. La potion du jour à préparer est une solution de Force, censée être de couleur turquoise. À la fin du cours, Harry rend un échantillon de couleur bleue et Neville, de couleur rose. Mais Rogue ne fait pas de commentaire.
Au cours suivant, les élèves poursuivent la préparation de la solution de Force tandis que Rogue est inspecté par le professeur Ombrage. Harry, qui est curieux d'entendre l'échange entre les deux professeurs, ne se concentre pas sur sa préparation et Hermione lui fait remarquer qu'il y verse du jus de grenade au lieu du sang de salamandre. Ombrage complimente Rogue sur le fait que la classe semble être bien avancée sur le programme, mais fait remarquer également que la potion de Force n'est pas recommandée par le ministère. Rogue s'abstint de répondre. L'Inquisitrice le questionne ensuite sur ses demandes régulières auprès de Dumbledore afin d'obtenir l'autorisation d'enseigner la défense contre les forces du Mal, ce qui agace particulièrement Rogue. Mais Ombrage ne semble pas s'en offusquer. Le regard du maître des potions croise celui de Harry un instant et ce dernier reporte alors son attention sur sa préparation, qui forme d'étranges grumeaux et dégage une odeur de caoutchouc brûlé. Rogue vide à nouveau son chaudron sans lui permettre de rendre quoi que ce soit, puis lui demande pour le cours suivant de produire une dissertation sur la composition de la solution de Force, en expliquant comment et pourquoi il s'est trompé.
Juste après avoir été expulsé de ses cours particuliers d'occlumancie avec Rogue, Harry appréhende le cours de potions. Cependant, Rogue semble agir comme si Harry n'était pas là et l'ignore durant toute la durée du cours qui consiste à préparer un philtre Revigorant, jusqu'au moment où le garçon pose son échantillon de potion terminée sur le bureau. Rogue renverse sa fiole et lui attribue un zéro.
| Début de section |

Sixième année
À partir de la sixième année, le professeur référent est Horace Slughorn.

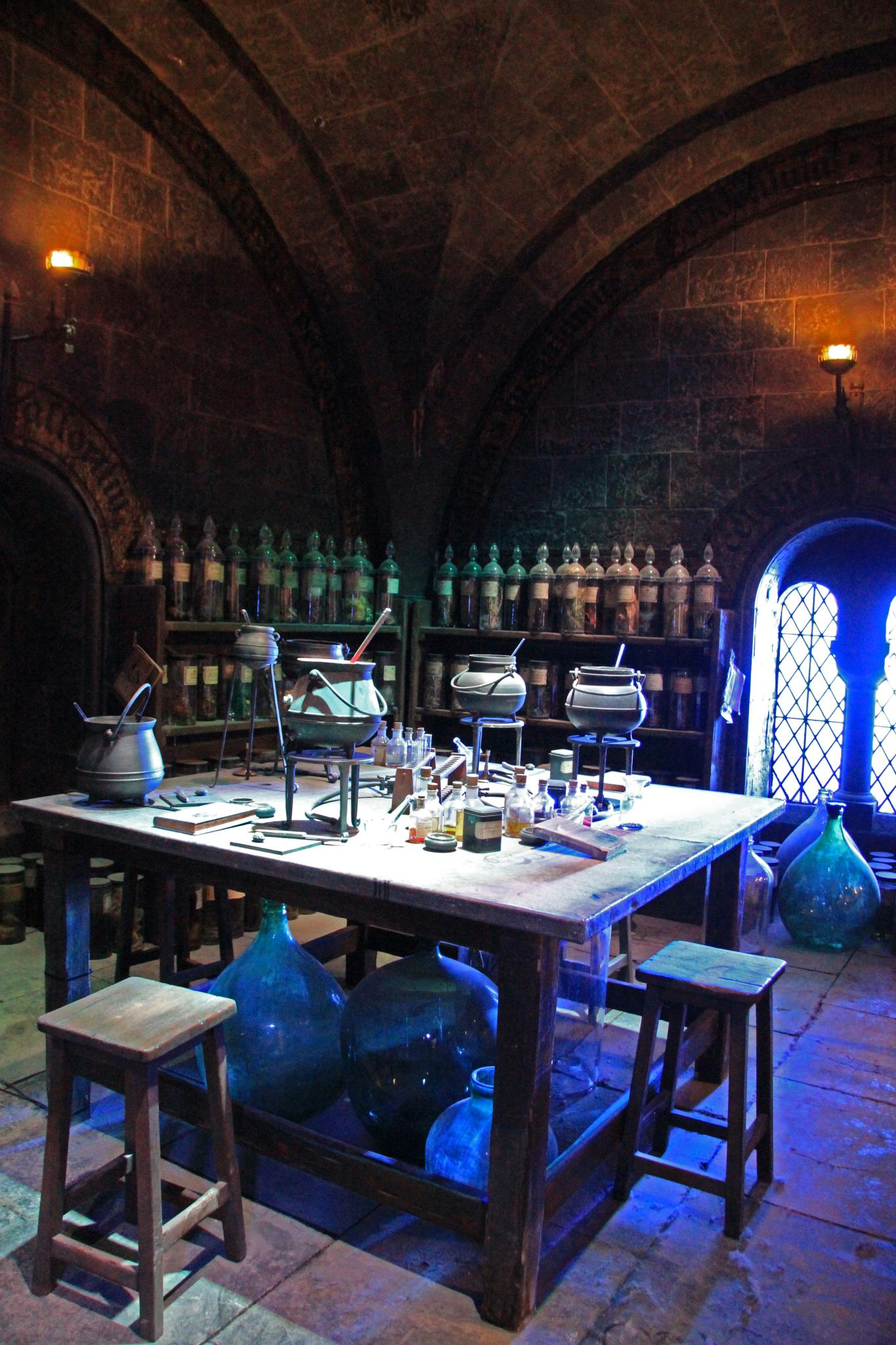
Décor cinématographique de l'une des salles des cachots. The Making of Harry Potter, Studios Leavesden (2012).

Les trois héros ayant obtenu une note suffisante à leur BUSE de potion l'année précédente poursuivent des cours communs en niveau d'ASPIC avec les élèves reçus de Poufsouffle (seulement Ernie Macmillan), Serdaigle (quatre élèves dont Terry Boot et Michael Corner) et Serpentard (quatre élèves dont Drago Malefoy). Dès leur arrivée, les chaudrons posés sur les tables dégagent des odeurs étranges et des vapeurs qui influencent quelque peu leurs émotions (Harry ressent un immense contentement se répandre étrangement en lui). Harry et Ron, ne pensant pas être reçus pour suivre le niveau des ASPIC, n'ont pas de manuel et le professeur Slughorn, nouveau professeur de potions, leur confie donc deux très vieux exemplaires tirés d'un placard, ainsi que deux balances en métal terni. Slughorn questionne ensuite les élèves pour savoir s'ils sont capables d'identifier le contenu de chaque chaudron de la pièce. Hermione reconnaît successivement le Veritaserum, le Polynectar et l'Amortentia. Slughorn, impressionné, lui attribue vingt points. Après cela, lorsque Ernie demande ce que contient un chaudron précis, Slughorn répond de manière théâtrale qu'il s'agit d'une potion de Felix Felicis, ce à quoi Hermione ajoute, surexcitée, que c'est le nom couramment utilisé pour désigner la « chance liquide ». Slughorn propose aux élèves d'offrir un échantillon de Felix Felicis à celui ou celle qui saura préparer le meilleur philtre de MortVivante en un peu plus d'une heure à l'aide du Manuel avancé de préparation des potions. En consultant son ouvrage abîmé, Harry constate que son précédent propriétaire a griffonné sur un grand nombre de pages, en ajoutant des notes ou en rayant les recommandations imprimées. Il décide d'essayer de suivre les notes du précédent propriétaire et constate avec plaisir que le résultat est encore plus satisfaisant que celui d'Hermione, installée à côté de lui. Harry lui souffle les mêmes recommandations que celles qu'il a suivies, mais Hermione ne l'écoute pas, précisant que ce n'est pas ce qui est écrit dans le manuel. À la fin du cours, Harry est déclaré incontestablement vainqueur par Slughorn qui le félicite de son résultat parfait, et lui offre l'échantillon de chance liquide.
Aux cours suivants, Harry continue de suivre les instructions griffonnées sur son mystérieux livre, à chaque fois qu'elles diffèrent des instructions originelles. Il a appris que le livre appartenait à un certain « Prince de Sang-Mêlé », comme mentionné sur sa quatrième de couverture, et dont l'écriture semble assez féminine (il ignore encore qu'il s'agit de l'ancien manuel de Severus Rogue, qui s'était attribué ce surnom à l'adolescence en hommage à sa mère, Eileen Prince). Harry réussit toutes ses potions, si bien qu'au bout de la quatrième leçon, Slughorn avoue qu'il a rarement eu affaire à un élève aussi doué.
Au cours suivant, Slughorn annonce que le sujet se portera sur la « troisième loi de Golpalott », qui établit que « l'antidote d'un poison composé doit être égal à plus que la somme des antidotes de chacun de ses composants ». Le but principal du cours est de mettre au point un antidote contre le poison que contiennent chacune des fioles posées sur le bureau du professeur (une fiole par élève). Les élèves commencent par vider le contenu de la fiole dans leur chaudron. Malheureusement pour Harry, le livre du Prince ne mentionne cette fois aucune information concernant la marche à suivre. Hermione, suffisante, agite sa baguette en silence au-dessus de son chaudron, empêchant Harry et Ron de savoir quel sortilège formuler. Elle décante ensuite les ingrédients qu'elle est parvenue à séparer de son poison dans plusieurs fioles de cristal différentes. Harry pense alors au Bézoard, qui constitue un antidote à la plupart des poisons. Il va fouiller dans l'armoire pour en ressortir la boîte en carton contenant les pierres qui ressemblent davantage à des rognons desséchés et racornis de couleur marron. Lorsque le temps est écoulé, Slughorn procède à son inspection. Il grimace devant le chaudron de Ron et éclate de rire devant la main tendue de Harry contenant le Bézoard, en lui disant qu'il ne manque pas d'audace. Il lui attribue dix points, tandis que Ron et Hermione sont passablement irrités.
Au mois de mars, tandis que la plupart des élèves passent leur permis de transplaner, Harry, Malefoy et Ernie MacMillan (qui sont encore trop jeunes), sont donc les seuls à suivre le cours de potion. Slughorn leur demande alors de préparer une potion originale et amusante. Dans son livre, Harry tombe sur une version de l'élixir d'Euphorie, corrigée par le Prince de Sang-Mêlé et décide de la réaliser. Slughorn est ravi du résultat.
| Début de section |

|                        | Sujet(s) étudié(s) en cours | Sujet(s) d'examen de fin d'année                                                                |
| 1re année (Pr Rogue)   | remède contre les furoncles potion d'Amnésie | (non précisé)                                                                                   |
| 2e année (Pr Rogue)    | potion de Polynectar (évoqué) potion d'Enflure | (examens annulés)                                                                               |
| 3e année (Pr Rogue)    | potion de Ratatinage | préparer un philtre de Confusion                                                                |
| 4e année (Pr Rogue)    | recherches sur les antidotes potion d'Aiguise-méninges                                                                                                   | (non précisé) (Harry, en tant que champion, est dispensé d'examens)                             |
| 5e année (Pr Rogue)    | philtre de paix les propriétés de la pierre de lune et son utilisation les antidotes aux venins solution de Force potion d'Embrouille philtre Revigorant | EXAMEN DE BUSE Théorie : Décrire les effets du Polynectar Pratique : Préparer plusieurs potions |
| 6e année (Pr Slughorn) | Amortentia Felix Felicis philtre de MortVivante la troisième loi de Golpalott                                                                            | (examens reportés à la suite du décès de Dumbledore)                                            |
| 7e année (Pr Slughorn) | (non précisé) | (ASPIC annulés en raison du conflit)                                                            |

### Sortilèges
Les cours de sortilèges (charms en anglais) se déroulent dans la salle d'enchantements, au troisième étage du château. Le cours a pour but d'enseigner aux élèves les principaux sortilèges et enchantements qui peuvent être utilisés dans la vie courante. C'est une matière appréciée par les élèves car le Professeur Flitwick, par sa petite taille et son humour, est un professeur agréable et sympathique. Le cours de sortilèges est décrit comme assez simple.
| Professeurs référents : - Filius Flitwick | Manuels d'accompagnement : - Le Livre des sorts et enchantements (niveaux 1 à 7) de Miranda Fauconnette, - Magie théorique de Adalbert Lasornette, - La Quintessence : une quête |

Première année
Au premier cours, lorsque le professeur Flikwick procède à l'appel, celui-ci pousse un cri aigu en reconnaissant Harry et tombe de la pile de livres sur laquelle il a l'habitude de s'installer pour donner ses cours. Puis il fait une démonstration en faisant voler le crapaud de Neville Londubat à travers la pièce. Il annonce alors aux élèves qu'il s'agit là du prochain sortilège qu'ils devront apprendre.
Au cours suivant, les élèves se mettent en binômes et tentent de mettre enfin en pratique ce qu'ils ont précédemment observé. Harry fait équipe avec Seamus Finnigan, et Ron avec Hermione. La formule du sortilège de lévitation (« Wingardium Leviosa ») est à prononcer très distinctement, en l'accompagnant d'un mouvement de poignet précis : « lever puis tourner ». Entre deux conseils, Flitwick leur raconte avec humour l'histoire d'un certain Baruffio, un sorcier qui avait eu un défaut de prononciation et avait fait apparaître un bison au lieu d'un vison sur les épaules de sa femme. Harry et Seamus trouvent l'exercice particulièrement difficile et leur plume reste immobile sur leur table, si bien que Seamus finit par s'énerver sur la plume et y mettre le feu en la touchant du bout de sa baguette. Harry l'éteint avec son chapeau. Ron, de son côté, subit les réprimandes de sa coéquipière, parce qu’il ne prononce pas correctement la formule. Mise au défi de faire mieux, Hermione s'exécute et réussit un sortilège parfait.
Pour valider leur examen de fin d'année, les élèves doivent être capables de faire danser un ananas sur une table.
Troisième année
Peu avant les vacances de Pâques, les élèves s'exercent au sortilège d'Allégresse en binômes. Harry et Ron, qui étaient persuadés d'être entrés dans la salle de cours avec Hermione, constatent que cette dernière n'est plus là. À ce moment, ils ignorent encore qu'Hermione possède un retourneur de temps lui permettant de suivre plusieurs cours à la fois. Le sort d'Allégresse leur procure une sensation prolongée de contentement, qui dure jusqu'à la fin de leur déjeuner. Le sort d'Allégresse est également le sujet de leur examen de fin d'année.
Quatrième année
Le professeur Flitwick demande aux élèves de lire trois livres supplémentaires pour se préparer à un prochain cours sur les sortilèges d'Attraction. Mais lors du cours en question, Harry est si perturbé par son élection au tournoi des Trois Sorciers et par la réaction négative des autres élèves à son égard qu'il rate tous ses essais du sortilège d'Attraction et le professeur Flitwick décide de lui donner des devoirs supplémentaires. Hermione, quant à elle, parvient à attirer divers objets vers elle avec facilité.
Peu avant la deuxième tâche du tournoi des Trois Sorciers, Harry, Ron et Hermione s'installent au fond de la classe pour s'exercer au sortilège d'Expulsion (le contraire du sortilège d'Attraction). Pour éviter les accidents, le professeur Flitwick leur donne des coussins pour qu'ils puissent les faire voler sans blesser qui que ce soit. Neville vise mal et fait léviter des objets plus lourds, y comprit Flitwick lui-même. Celui-ci, résigné, passe alors devant Harry, Ron et Hermione dans un long vol plané pour finir sa course au sommet d'une armoire. Le cours est si amusant et animé que les trois amis peuvent discuter de la stratégie du tournoi ou de la double allégeance de Rogue sans risquer d'être entendus par les autres élèves. Harry parvient à envoyer l'un de ses coussins sur une table, tandis que le coussin de Ron rebondit sur le lustre de la classe et retombe lourdement sur le bureau du professeur Flitwick, avant de s'écraser contre la fenêtre. Le coussin d'Hermione est expulsé à l'autre bout de la pièce et atterrit proprement à deux reprises dans la boîte prévue à cet effet. Harry parvient, à la fin du cours, à réussir également l’exercice.
Cinquième année
Comme la plupart de ses collègues, le professeur Flitwick commence son premier cours par un rappel sur l'importance des BUSE qu'ils devront passer en fin d'année et sur l'influence que ces examens peuvent avoir sur leur avenir. Aussi, leur conseille-t-il de commencer à réfléchir sur leur choix de carrière. Ils passent ensuite plus d'une heure à réviser les sortilèges d'Attraction appris l'année précédente, qui ont pour réputation d'être souvent demandés durant l'épreuve. Puis Flitwick termine le cours en leur donnant une quantité très importante de devoirs à faire.
À la fin de l'automne, les élèves s'exercent au sortilège de Mutisme sur des grenouilles et des corbeaux et Harry, Ron et Hermione en profitent pour discuter au sujet d'Ombrage, persuadés qu'elle est à l'origine de l'attaque d'Hedwige en cherchant à intercepter le courrier qu'elle transportait pour Harry. En écoutant les arguments d'Hermione, Harry serre nerveusement sa grenouille, lui faisant sortir les yeux de la tête. Hermione essaie ensuite le sortilège de Mutisme sur sa grenouille, qui devient silencieuse au milieu d'un croassement et lance un regard de reproche à la jeune fille. Lorsque Harry lance le sort sur sa propre grenouille, celle-ci se met à gonfler dans un sifflement suraigu. Hermione, constatant que son ami n'est pas très concentré, se charge de la faire dégonfler. Ron fait un essai sur un corbeau et obtient pour seul résultat un croassement moqueur. Hermione lui dit que son mouvement de baguette est incorrect. Elle fait elle-même un essai sur le corbeau au moment où le professeur Flitwick l'observe, et parvient à le rendre muet, avec les félicitations. Flitwick demande ensuite à Ron d'essayer sur la grenouille, plus petite. Ron, pris au dépourvu, fait un mouvement brusque et donne un coup de baguette dans l'œil de l'animal.
En mai, après la « fuite » de Fred et George Weasley, Harry, Ron et Hermione discutent à propos du professeur Ombrage en ensorcelant des tasses à thé. Le but de l'exercice est de les faire marcher sur quatre pattes. La tasse de Ron titube, puis tombe et se brise. Hermione la lui répare avant d'ensorceler la sienne qui trottine joyeusement sur sa table.
Sixième année
L'objectif de l'un des cours est de changer du vinaigre en vin. Hermione est la seule à y parvenir. Le vinaigre contenu dans la flasque de Harry se transforme en glace et le récipient de Ron explose. Flitwick leur donne donc à faire des devoirs supplémentaires.
|           | Sujet(s) étudié(s) en cours                                                                                 | Sujet(s) d'examen de fin d'année |
| 1re année | la lévitation des objets (Wingardium Leviosa)                                                               | faire danser un ananas sur une table |
| 2e année  | (non précisé)                                                                                               | (examens annulés) |
| 3e année  | s'exercer au sortilège d'Allégresse                                                                         | lancer un sortilège d'Allégresse |
| 4e année  | se documenter et s'exercer aux sortilèges d'Attraction s'exercer au sortilège d'Expulsion                   | (non précisé) (Harry, en tant que champion, est dispensé d'examens) |
| 5e année  | révision des sortilèges d'Attraction s'exercer au sortilège de Mutisme s'exercer au sortilège de Locomotion | EXAMEN DE BUSE Théorie : Donner la formule et décrire le mouvement de baguette permettant de faire voler un objet. Décrire les caractéristiques des charmes de Réjouissance. Pratique : Faire léviter un objet Changer la couleur d'un animal |
| 6e année  | Les sortilèges informulés                                                                                   | (examens reportés à la suite du décès de Dumbledore) |
| 7e année  | (non précisé)                                                                                               | (ASPIC annulés en raison du conflit) |

### Vol sur balai
Les cours de vol (flying en anglais) se déroulent dans le parc de Poudlard. Ces cours ont lieu uniquement pendant la première année et sont dispensés par Madame Bibine. Les élèves y apprennent à faire voler leur balai et à se mouvoir dans les airs. Ils abordent également les règles et les principes du quidditch, le sport le plus populaire des sorciers.
| Professeur référent : - Rolanda Bibine | Equipement nécessaire : - un balai (souvent emprunté à l'école) | Manuel d'accompagnement : - Le Quidditch à travers les âges de Kennilworthy Whisp |

Déroulement des cours

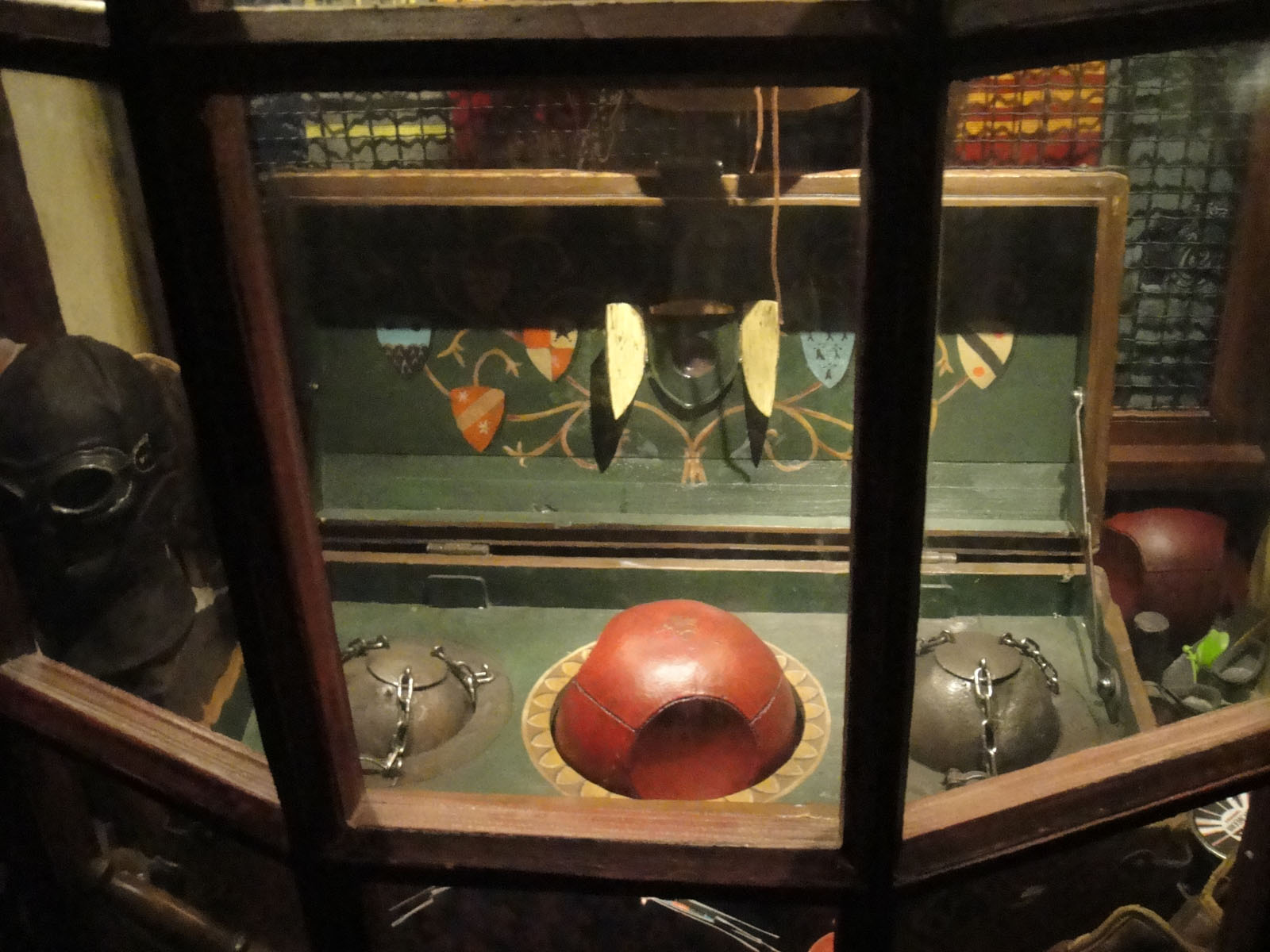
Balles de Quidditch, The Wizarding World of Harry Potter, Orlando.

Les cours se déroulent en commun entre les maisons Gryffondor et Serpentard (et entre les Serdaigle et les Poufsouffle). Tous les élèves issus de familles de sorciers connaissent (et apprécient) déjà le Quidditch avant d'arriver à Poudlard. Les leçons de vol sont celles que Harry attend avec le plus d'impatience, même s'il redoute de se ridiculiser devant Drago Malefoy. Neville et Hermione, quant à eux, redoutent particulièrement la première leçon.
Le premier cours a lieu un jeudi après-midi sur le terrain de quidditch, du côté opposé de la forêt interdite dont on peut apercevoir les arbres au loin. Juste avant la séance, Hermione tente de rassurer Neville en lui énumérant les attitudes à adopter sur un balai, tirées du livre Le Quidditch à travers les âges, ce qui a pour effet d'exaspérer Harry et Ron. Une vingtaine de balais sont alignés sur le sol à leur arrivée et les élèves doivent essayer de faire obéir le balai en lui ordonnant de venir dans leur main (« Debout! »). Le balai de Harry lui obéit aussitôt, celui d'Hermione fait un demi-tour sur lui-même et celui de Neville ne bouge pas. Harry compare alors les balais aux chevaux et se dit qu'ils doivent ressentir la peur dans la voix de leur maître. Madame Bibine passe ensuite dans le rang pour corriger les positions adoptées par chacun. Les élèves doivent alors s'élever dans les airs en donnant un coup de pied par terre, tenir le balai droit jusqu'à atteindre un ou deux mètres, puis revenir au sol en se penchant en avant. Neville est trop nerveux et se lance précipitamment dans les airs, si bien qu'il atteint très rapidement une altitude très élevée. Il tombe de son balai et se casse un poignet. De nouveau, il est envoyé à l'infirmerie, et l'incident met fin au premier cours de vol.
Les cours suivants ne sont pas décrits.

## Cours optionnels (dès la3eannée)

### Arithmancie
L'arithmancie (arithmancy en anglais) est une branche de la magie qui concerne les propriétés magiques des nombres. Elle est décrite comme une matière très difficile, qui requiert d'importants efforts de mémorisation et comprend des calculs compliqués. Comme cette option n'est suivie ni par Harry ni par Ron, on ne sait presque rien du contenu des cours. C'est la matière préférée d'Hermione et elle la considère comme beaucoup plus importante et intéressante que la divination. Ernie MacMillan suit également cette option. En devoirs, les élèves doivent rédiger des essais et être capables de créer et comprendre des tableaux de nombres compliqués.
| Professeur référent : - Septima Vector | Manuel d'accompagnement : - Numérologie et grammaire |

### Divination
La salle de cours de divination est un grenier aménagé, au sommet de la tour nord. C'est l'art de prédire le futur. Plusieurs méthodes sont décrites, parmi lesquelles la lecture des feuilles de thé, les boules de cristal, la chiromancie, la cartomancie (dont le tarot), l'astrologie et l'interprétation des rêves. La divination est décrite par le professeur McGonagall (professeur de métamorphose) comme étant « l'une des branches les plus douteuses de la magie ». Les adeptes de ce domaine affirment qu'il s'agit d'une science inexacte qui requiert des dons innés, tandis que ses détracteurs considèrent la matière comme superfétatoire et mensongère.

« Je m’amuse beaucoup avec la divination dans Harry Potter, car je montre bien qu'on a de la chance qu'une fois sur des millions. Le libre arbitre est le principe irréductible de la saga, et non la prophétie. »

— J. K. Rowling
Après le passage de leurs BUSE, Harry et Ron décident de ne plus suivre cette matière. Hermione, quant à elle, cesse de s'y rendre dès la troisième année.
| Professeurs référents : - Sibylle Trelawney - Firenze (en remplacement, année 5) | Manuels d'accompagnement : - Lever le voile du futur de Cassandra Vablatsky - L'Oracle des rêves de Inigo Imago | Equipement nécessaire : - tasses de thé - boules de cristal |

Troisième année
Le professeur référent est Sibylle Trelawney.

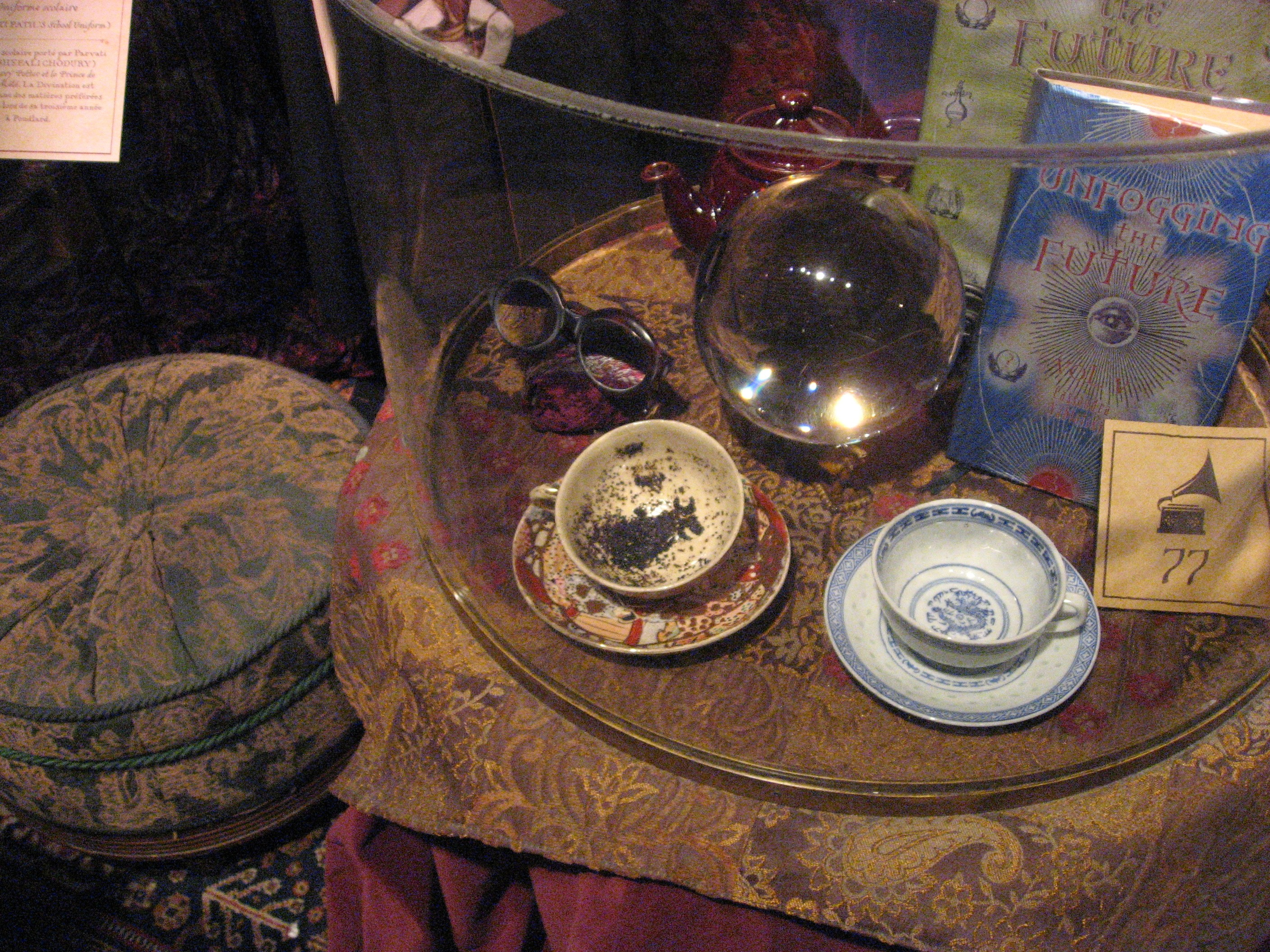
Accessoires du cours de divination matérialisés pour le 3e film ("Harry Potter l'exposition", Cité du Cinéma, Saint-Denis, 2015).

Le professeur Trelawney se présente aux élèves en tant qu'ermite, précisant que l'agitation qui règne dans les autres parties du château a tendance à troubler son Troisième Œil. Elle qualifie la divination comme étant le plus difficile des arts magiques et précise que si les élèves n'ont pas le don de double vue, elle ne peut rien leur enseigner, et que les livres ne serviront à rien. Ensuite, le professeur s'enquiert soudainement de la santé de la grand-mère de Neville Londubat. Celui-ci, surpris, commence à s'inquiéter. Puis Trelawney annonce le programme en précisant que le premier trimestre sera consacré à la lecture des feuilles de thé, le second aux signes de la main, et le troisième aux signes du feu et aux boules de cristal. Enfin, elle prédit qu'une épidémie de grippe touchera une grande partie des élèves en février et qu'aux alentours de Pâques, une personne parmi eux les quittera définitivement.
Les feuilles de thé
Les élèves font équipe en binômes. Le premier exercice consiste à boire le thé de leur tasse et à n'y laisser que les feuilles. Ensuite, ils doivent les faire tourner trois fois de la main gauche et retourner la tasse sur la soucoupe. Ceci étant fait, chacun doit donner sa tasse à son partenaire pour que celui-ci la lise en interprétant les formes obtenues à l'aide de leur manuel d'accompagnement intitulé Lever le voile du futur.
Harry a très vite l'esprit brouillé et est somnolent en raison de l'odeur qui se répand dans la pièce. De plus, Neville ne tarde pas à casser sa première tasse de thé. Essayant de trouver une interprétation du contenu de leurs tasses, dont les différents éléments semblent se contredire, Harry et Ron ont du mal à prendre l'exercice au sérieux et y voient une occasion de plaisanter. Remarquant leur désintérêt, Trelawney s'approche et regarde la tasse de Harry, pour finalement lui prédire un ennemi mortel. Hermione, exaspérée, répond au professeur que tout le monde est déjà au courant de cela. D'une manière théâtrale, le professeur pousse alors un cri et s’assoit, avant d'annoncer à Harry qu'il est menacé par le Sinistros, un gigantesque chien fantôme. Il s'agirait d'un présage de mort.
À la suite de ce cours, Harry appréhende les heures de divination et son atmosphère étouffante. Les élèves passent leur temps à déchiffrer des formes étranges ou des symboles et Harry tente de ne pas prêter attention aux regards attristés que lui adresse sans arrêt le professeur Trelawney.
Les lignes de la main et les boules de cristal
Après Noël, le professeur Trelawney montre aux élèves comment lire les lignes de la main et ne tarde pas à déclarer que Harry possède la ligne de vie la plus courte qu'elle a jamais vue.
Juste avant les vacances de Pâques, le professeur décide d'entamer en avance le chapitre sur les boules de cristal qui projettent dans la salle une lueur laiteuse, en disant que « les signes du destin » l'ont informée du sujet de l'examen, et que celui-ci serait porté sur la Sphère. Hermione fait remarquer avec sarcasme que Trelawney, étant l'auteure des sujets, est plutôt bien placée pour connaître leur contenu. Ron, quant à lui, tente de contenir un fou rire en entendant Trelawney leur conseiller de « détendre leur perception consciente et leurs yeux externes ». Harry tente de faire un effort pour observer la boule de cristal installée à leur table, mais sait pertinemment que l'exercice est stupide et se sent parfaitement ridicule. Lorsqu'il demande aux deux autres s'ils ont vu quelque chose, Ron fait vaguement mention d'une trace de brûlure sur la table et prédit que quelqu'un a dû y renverser une bougie... Hermione est convaincue, elle aussi, de perdre son temps. Trelawney s'approche de leur table et remarque que quelque chose bouge à l'intérieur de leur sphère. Hermione, exaspérée, demande au professeur de cesser ses balivernes. Trelawney lui fait remarquer qu'elle ne possède aucun don pour l'art de la divination et qu'elle fait partie des élèves les plus désespérément terre-à-terre. Hermione se lève et quitte définitivement le cours, à la grande stupéfaction de la classe. Lavande Brown et Parvati Patil comprennent alors que c'était d'Hermione dont le professeur parlait en évoquant précédemment une personne « qui les quitterait définitivement aux alentours de Pâques ».
Pour l'examen de fin d'année, le professeur Trelawney appelle les élèves un à un et Harry est le dernier à passer. Elle lui demande d'observer une boule de cristal. Comme il ne distingue rien de précis, Harry décide de procéder à la manière de Ron et d'inventer quelque chose. Comme il est préoccupé par le procès de Buck, il dit au professeur qu'il aperçoit un hippogriffe. Trelawney, intéressée et persuadée que Harry voit comment le procès va se dérouler, tente d'orienter sa vision sur l'avenir et l'issue du jugement. Elle lui demande si l'animal meurt ou s'il voit du sang. Harry affirme que non avec conviction mais Trelawney semble déçue de sa réponse. À la fin de son examen, le professeur Trelawney entre dans une sorte de transe et prédit devant Harry que « le serviteur du Seigneur des ténèbres rejoindra son maître » le soir même.
Quatrième année
Le professeur référent est Sibylle Trelawney.
Le cours commence par une habituelle prédiction tragique de Trelawney concernant Harry. Puis le professeur annonce que les prochains cours consisteront à étudier l'astrologie et essayer de connaître la destinée humaine en déchiffrant les rayons planétaires. Chacun des élèves est ensuite tenu de déterminer la position des planètes au moment de sa propre naissance à l'aide d'un graphique circulaire. C'est un travail fastidieux qui oblige à consulter les éphémérides et calculer des angles compliqués. À la fin du cours, le professeur Trelawney leur demande une analyse détaillée de la manière dont les mouvements des planètes les affecteront le mois suivant, en se référant à leur thème astral.
Le professeur Trelawney annonce à Harry et à Ron qu'ils ont obtenu le meilleur résultat possible à leur devoir. Un exercice pour lequel ils avaient prédit les pires catastrophes possibles les concernant. Trelawney leur demande de refaire le même exercice pour le mois suivant.
Alors que Harry doit se préparer à la première épreuve du tournoi des trois sorciers, le professeur Trelawney passe la moitié du cours à expliquer que l'actuelle position de la planète Mars par rapport à Saturne signifie que les personnes nées en juillet (comme Harry) risquent de mourir brusquement. Harry, qui se sent visé, perd son calme et répond avec ironie. Puis il préfère passer le restant du cours à s'exercer sous la table au sortilège d'Attraction sur divers objets en vue de pouvoir attirer vers lui son Éclair de feu le jour de l'épreuve du dragon.
Début décembre, le professeur Trelawney explique les différentes façons dont Pluton perturbe la vie quotidienne.
Après la deuxième tâche du tournoi des Trois Sorciers, Trelawney annonce qu'ils vont examiner l'influence de Mars en raison de sa position céleste particulièrement intéressante en cette période. Elle éteint toutes les lampes de la pièce et récupère sous son fauteuil un modèle miniature du système solaire, enfermé dans un dôme en verre. Les neuf planètes et leurs lunes y sont suspendues dans les airs et scintillent sous l'éclat du soleil miniature, rendant l'objet particulièrement attrayant et magnifique. Le professeur montre l'angle intéressant formé par Mars avec Neptune, mais les vapeurs constantes de la pièce entêtent Harry qui ne tarde pas à somnoler. Il finit par s'assoupir et rêve alors de Voldemort et de Peter Pettigrow. Il se réveille en sursaut dans la classe de divination avec une douleur fulgurante à sa cicatrice, tandis que les autres élèves et le professeur Trelawney sont penchés sur lui. Harry quitte le cours, prétextant se rendre à l'infirmerie. Il se rend au bureau du professeur Dumbledore pour l'avertir de sa vision.
Cinquième année
Les professeurs référents sont Sibylle Trelawney, puis le centaure Firenze.
Au premier cours, Harry entre seul sans se faire remarquer du professeur Trelawney qui dépose des exemplaires usés de L'Oracle des rêves sur les tables. Il est rejoint par Ron et le reste de la classe cinq minutes plus tard. Le cours consiste à apprendre à interpréter les rêves, à l'aide du livre. Trelawney précise qu'il s'agit d'un sujet récurrent au programme des BUSE. Elle leur demande ensuite de lire l'introduction du livre, puis de former des binômes pour tenter d'interpréter leurs rêves récents. Comme devoir, Trelawney leur demande de tenir le journal de leurs rêves durant un mois.
Au cours suivant, le professeur Trelawney est inspectée par le professeur Ombrage, cette dernière venant d'être nommée « Grande Inquisitrice » de Poudlard par le ministère de la Magie. Pendant ce cours, les élèves poursuivent l'interprétation de leurs rêves, par équipes de deux, à l'aide de L'Oracle des Rêves. Ombrage reste dans le sillage de Trelawney et écoute ses conversations avec ses élèves, tout en prenant des notes. Selon le manuel, il leur faut additionner l'âge du rêveur avec la date où le rêve a été fait, puis ajouter le nombre de lettres que comporte le nom du sujet de rêve. Même s'ils n'apprécient guère ce cours, Harry et Ron tentent de trouver quelque chose à dire pour ne pas déstabiliser Trelawney face à Ombrage, qui vient à la questionner notamment sur son nombre d'années d'enseignement, l'origine de ses dons de voyante et pour finir, sa capacité à lui faire une prédiction. Perturbée par la présence d'Ombrage, Trelawney s'avance vers Harry et lit le journal de ses rêves d'une voix étonnamment brusque, en lui annonçant à nouveau une mort prématurée. Harry en regrette presque d'avoir pris son parti.
Lorsqu'il s'installe pour le cours suivant, Harry constate que le professeur Trelawney distribue les manuels avec une certaine violence et semble de très mauvaise humeur. Ron et lui comprennent alors qu'elle a reçu les résultats de son inspection. Lorsque Parvati Patil demande au professeur ce qui ne va pas, cette dernière lui répond qu'elle a été insultée par les institutions (et par Ombrage en particulier) qui la considèrent comme une mystificatrice.
Vers le mois de mars, le professeur Trelawney est renvoyée par le professeur Ombrage. Dumbledore insiste pour que Trelawney reste au château et nomme le centaure Firenze pour la remplacer à ses cours, ce qui horrifie le professeur Ombrage. Les cours n'ont plus lieu au sommet de la tour nord, mais dans la salle 11, au rez-de-chaussée, transformée pour l'occasion en une véritable clairière. Lorsque Harry, Ron, Parvati Patil et Lavande Brown se rendent ensemble dans la salle pour la première fois, Firenze vient saluer Harry, déjà rencontré en première année, après l'avoir sauvé de Voldemort dans la forêt interdite. Puis il annonce aux élèves que la salle a été aménagée par Dumbledore de manière à reconstituer son habitat naturel. En effet, il lui est impossible de donner ses cours dans la forêt interdite, puisqu'il en a été banni par son clan après avoir accepté de travailler pour le directeur. Après avoir répondu à toutes les questions des élèves à la fois curieux et intimidés, Firenze diminue la lumière de la pièce d'un mouvement de baguette et fait apparaître les étoiles au plafond (à la manière du plafond de la Grande Salle qui reproduit l'humeur du vrai ciel). Des exclamations émerveillées retentissent et le centaure demande ensuite aux élèves de s'allonger sur l'herbe et d'observer. Lorsque Harry s'exécute, Mars semble lui faire un clin d'œil en scintillant. Firenze annonce alors qu'il est possible d'avoir un aperçu de l'avenir en observant le ciel et qu'il est ici pour leur exposer « la sagesse impartiale qui ne s'occupe pas des questions individuelles » dont les humains s'entravent. Les centaures peuvent avoir une idée du moment où les événements se produiront en brûlant certaines herbes ou en observant des flammes ou de la fumée. Jusqu'à la fin du cours, les élèves brûlent donc de la sauge et de la mauve douce et observent les formes obtenues ou les symboles dans la fumée qui s'en dégage. Harry constate que l'objectif de Firenze semble être, non pas d'enseigner son savoir, mais plutôt de faire comprendre aux élèves qu'aucun savoir n'est infaillible et qu'il faut prendre pour habitude de douter de tout ce que l'on apprend. En cela, c'est le cours le plus insolite auquel Harry a jamais assisté.
|                                      | Sujet(s) étudié(s) en cours                                                              | Sujet(s) d'examen de fin d'année                                                                                  |
| 3e année (Pr Trelawney)              | lire dans les feuilles de thé lire les lignes de la main lire dans les boules de cristal | lire dans une boule de cristal                                                                                    |
| 4e année (Pr Trelawney)              | l'astrologie                                                                             | (non précisé) (Harry, en tant que champion, est dispensé d'examens)                                               |
| 5e année (Pr Trelawney puis Firenze) | l'interprétation des rêves lire l'avenir dans les étoiles                                | EXAMEN DE BUSE Interpréter une boule de cristal interpréter des feuilles de thé interpréter les lignes de la main |

### Étude des Moldus
L'étude des Moldus (Muggle Studies en anglais) consiste à étudier les Moldus « du point de vue des sorciers » : leur culture et leurs technologies notamment. Comme ces cours ne sont suivis – dans les connaissances du héros – que par Hermione et Ernie MacMillan en troisième année, peu de détails sont donnés sur leur contenu.
| Professeurs référents : - Charity Burbage - Alecto Carrow (mangemort, année 7) | Manuel d'accompagnement : - Vie domestique et habitudes sociales des Moldus britanniques | Equipement nécessaire : - matériel électrique |

Voici un exemple de sujet de dissertation sur lequel Hermione est amenée à réfléchir en troisième année : « Expliquez pourquoi les Moldus ont besoin d'électricité ». Elle est également amenée à faire des schémas représentant la manière dont les moldus soulèvent des charges lourdes.
Avant le début de la 7e année, Charity Burbage est tuée par Voldemort. Pour les cours suivants (devenus obligatoires), celui-ci nomme la mangemort Alecto Carrow au poste, mais sous une optique radicalement différente : les Moldus et les nés Moldus sont dépeints comme des êtres inférieurs aux sorciers, presque sous-humains.

### Étude des runes
L'étude des runes (ancient runes en anglais) est une matière principalement théorique, consistant en l'apprentissage, la lecture et la traduction de l'alphabet runique. Comme Hermione est la seule élève dont il est indiqué qu'elle suit ce cours, la saga comporte peu d'informations sur cette matière. D'après Hermione, c'est une matière difficile, qui demande beaucoup de concentration.
| Professeur référent : - Bathsheba Babbling | Manuels d'accompagnement : - dictionnaires de runes (Syllabaire Lunerousse) - Aide à l'étude des runes - Traité supérieur de traduction des runes |

### Soins aux créatures magiques
Les cours de soins aux créatures magiques (care of magic creatures en anglais) se déroulent en dehors du château, le plus souvent dans le parc de Poudlard, quelquefois dans la forêt interdite. Le cours consiste en l'étude des diverses créatures magiques : leur aspect (être apte à les reconnaître), leur mode de vie, leur lieu de vie, leur nourriture, etc. Les élèves apprennent parfois comment s'occuper de certaines créatures, les soigner ou les décrire. Ce cours comporte beaucoup de pratique.
Après le passage de leurs BUSE, Harry, Ron et Hermione décident de ne plus suivre cette matière.
| Professeurs référents : - Rubeus Hagrid - Wilhelmina Gobe-Planche | Manuels d'accompagnement : - Le Monstrueux livre des Monstres - Les Animaux fantastiques de Norbert Dragonneau |

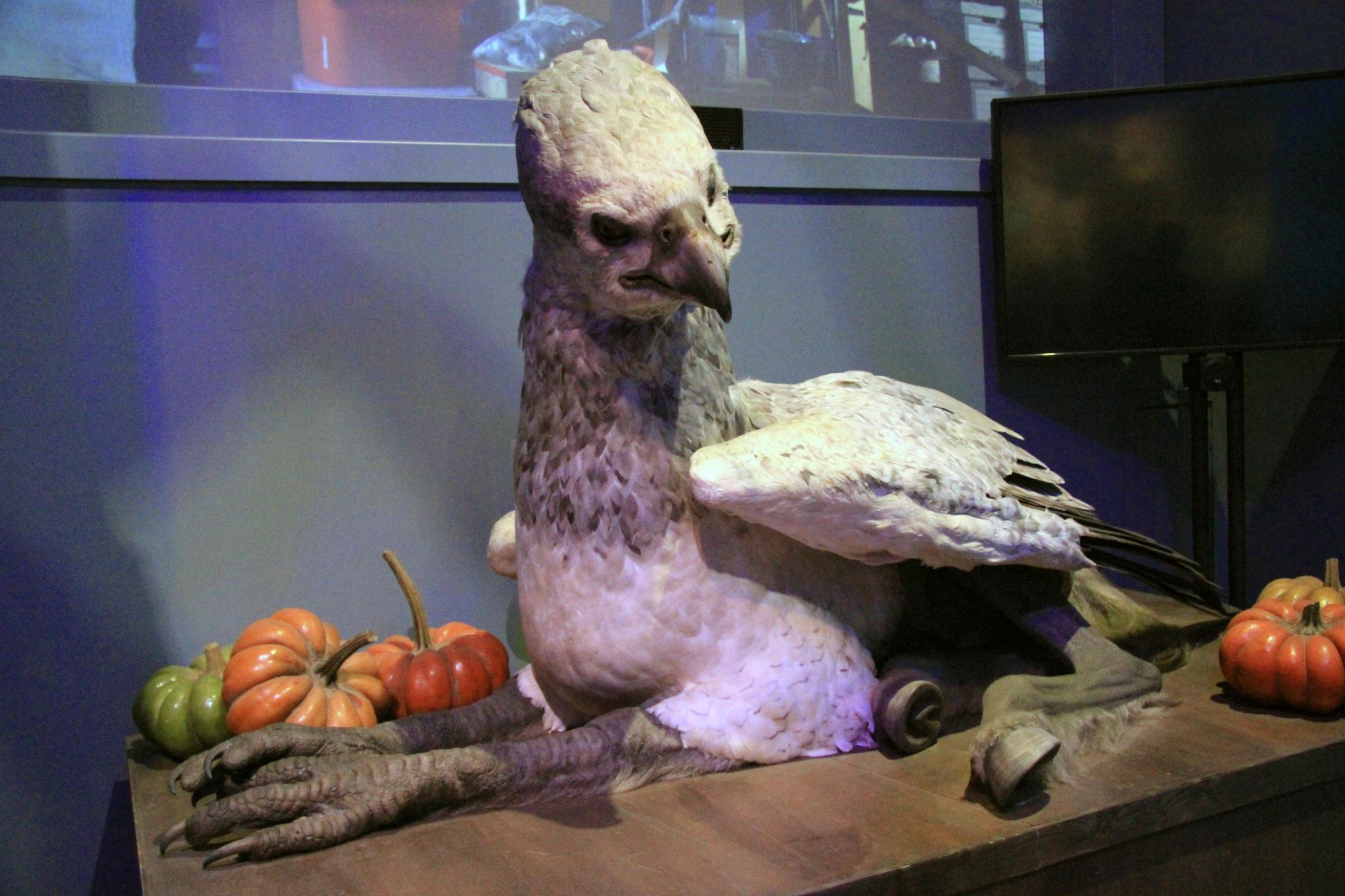
Buck, l'hippogriffe, matérialisé pour le 3e film.

Troisième année
Le professeur référent est Hagrid.
Pour son tout premier cours, Hagrid emmène les élèves de Gryffondor et de Serpentard dans un enclos pour leur montrer un groupe d'hippogriffes, des créatures mi-aigle, mi-cheval, particulièrement susceptibles et attachées à la politesse. Tout élève se doit de s'incliner devant elles et d'attendre que les créatures en fassent autant, afin de gagner le droit de les approcher sans danger. Harry est présenté à un hippogriffe du nom de Buck et est autorisé à grimper sur son dos. Harry s'exécute mais n'est pas rassuré. Lorsque les ailes de l'animal se déploient, Harry se cramponne maladroitement à son cou. Tous deux s'envolent quelques instants puis reviennent au sol. Les autres élèves font leurs essais et Malefoy choisit également Buck. Tout se passe bien, jusqu'à ce que Malefoy se mette à déconsidérer l'intelligence de l'animal, allant jusqu'à l'insulter ouvertement. L'hippogriffe réagit aussitôt en le griffant et le blessant au bras et Hagrid l'emporte à l'infirmerie. Les autres élèves sont contraints de rentrer au château. À la suite de l'accident, les cours de soins aux créatures magiques deviennent ennuyeux car Hagrid perd confiance en lui. Les élèves passent la majeure partie du temps à s'occuper de veracrasses en les nourrissant de laitue hachée.
À la reprise des cours après Noël, alors que le parc est glacial, Hagrid a l'idée de proposer aux élèves d'allumer un feu de joie pour les salamandres et le cours est particulièrement amusant. Les élèves ramassent du bois sec et des feuilles en lisière de forêt pour entretenir le feu et faire plaisir aux salamandres qui sautillent alors sur le tas de bûches enflammées.
Le sujet de leur examen de fin d'année consiste à maintenir un Veracrasse en vie pendant une heure.
Quatrième année
Le professeur référent est Hagrid (ainsi que le professeur Gobe-Planche durant une courte période de remplacement).
Les Scroutts à pétard
Au début de la quatrième année, Hagrid montre aux élèves des Scroutts à pétard venant d'éclore, entreposés par centaines dans des caisses en bois. Le premier cours consiste donc à les nourrir en essayant différents aliments, comme des œufs de fourmis, des foies de grenouille ou des morceaux de couleuvres. Hagrid leur demande de suivre leur évolution dans le cadre d'un projet. Les Scroutts à pétard grandissent très rapidement car personne ne découvre leur régime alimentaire. Les élèves viennent le soir à tour de rôle près de la cabane de Hagrid pour les observer et prendre des notes sur leur comportement.
Au cours suivant, Hagrid sort de sa cabane en tenant dans ses bras des boîtes abritant chacune un très grand Scroutt à pétard de plus d'un mètre de longueur. Les créatures ne se dépensent pas assez et ont tendance à s'entre-tuer. Le but du cours est donc de les promener à la laisse sur la grande pelouse pour leur faire faire de l'exercice et canaliser leur énergie. Les élèves doivent se munir de leurs gants en peau de dragon pour faire enfiler la laisse à leur créature. Contrôler les Scroutts à pétard devient difficile car ils sont devenus très puissants. De temps à autre, l'un d'eux produit une détonation en faisant un bond de plusieurs mètres en avant, entraînant à plat ventre au bout de la laisse l'élève qui tente de le retenir.
Au début du mois de décembre, les Scroutts, qui continuent de s'entre-tuer, ne sont plus que dix. Ne sachant pas s'ils hibernent ou non, Hagrid propose aux élèves de les installer chacun dans une boîte contenant des oreillers et des couvertures, mais les Scroutts, n'appréciant pas d'y être enfermés, les font exploser et plusieurs élèves sont légèrement brûlés. Les créatures envahissent alors le potager aux citrouilles. Harry, Ron et Hermione sont les seuls qui acceptent d'aider Hagrid à les rattraper.
Harry, Ron et Hermione passent le dernier cours du premier trimestre à discuter avec Hagrid au sujet de l'interview qu'il avait accepté de donner à Rita Skeeter. Tandis qu'ils discutent, ils sont installés avec les autres élèves autour de tables à tréteaux derrière la cabane pour préparer de la nourriture susceptible d'intéresser les Scroutts : des morceaux de foie de dragon et des œufs durs de salamandres épluchés, entre autres.
Les licornes
Après Noël, alors que le parc est enneigé, les élèves se rendent à la cabane et font la rencontre imprévue du professeur Gobe-Planche qui les informe de l'indisposition de Hagrid et de son remplacement provisoire. Harry essaie d'en savoir plus sur l'état du garde-chasse auprès de Gobe-Planche, mais celle-ci détourne la conversation et les emmène à la lisière de la forêt. Ils s'arrêtent tous au pied d'un arbre où est attachée une licorne aux sabots d'or et sont émerveillés. Le professeur prévient les élèves que les licornes sont plus réceptives à la « délicatesse féminine » et demande par conséquent aux garçons de rester en arrière. Pendant ce temps, Harry et Ron discutent avec Drago Malefoy. Lorsque celui-ci leur tend une page de la Gazette du sorcier d'un air satisfait, Harry et Ron constatent que Hagrid a été dépeint par Rita Skeeter comme une brute irresponsable et particulièrement cruelle envers les élèves de Poudlard. Le professeur Gobe-Planche attire de nouveau leur attention en énumérant les nombreuses propriétés magiques des licornes, tandis que le groupe des filles parvient à caresser la créature. Hermione reconnaît à la fin de l'heure que le cours était particulièrement instructif, mais partage l'inquiétude de Harry et de Ron.
Quelques semaines plus tard, juste avant la deuxième épreuve du tournoi des Trois Sorciers, Hagrid est de retour et poursuit le cours sur les licornes. Il parvient à capturer deux poulains à la robe couleur or pur. Les élèves apprennent que les licornes arborent une couleur argentée vers l'âge de deux ans et que leur corne ne se met à pousser que vers quatre ans. Les créatures ne deviennent définitivement blanches que vers l'âge de sept ans. Même si les bébés licornes sont plus sociables que les licornes adultes, Hagrid conseille quand même aux garçons de s'en approcher doucement, en leur proposant par exemple des morceaux de sucre.
Les Niffleurs
Au cours suivant, tandis que Hermione est retenue à l'infirmerie après avoir reçu des lettres anonymes de menace (à la suite des publications de Rita Skeeter), Hagrid présente aux élèves les Niffleurs. Ces animaux sont en général utiles dans les mines pour trouver de l'or. L'un d'entre eux bondit d'ailleurs sur Pansy Parkinson durant les explications de Hagrid pour essayer de lui dérober sa montre. Le garde-chasse leur montre un carré de terre fraîchement labouré dans lequel il a dissimulé des pièces d'or de farfadet (qui disparaissent au bout de quelques heures), et leur demande d'utiliser les Niffleurs pour les retrouver, en promettant une récompense à celui ou celle qui en dénichera le plus. Le Niffleur de Ron se montre très efficace et le recouvre d'or très rapidement. En récompense, Ron gagne une énorme tablette de chocolat de chez Honeydukes.
Cinquième année
Le professeur référent est Wilhelmina Gobe-Planche (jusqu'à Noël), puis Hagrid.
Les botrucs
Hagrid est absent pour une raison inconnue. Lorsque les élèves se rendent à leur premier cours, le professeur Gobe-Planche les attend près de la cabane, devant une longue table à tréteaux recouverte de ce qui semble être des brindilles. Mais en s'approchant, les élèves constatent que ces brindilles en question se mettent à bondir, prenant la forme de petits lutins de bois, avec des bras, des jambes et de longs doigts (en forme de brindilles). Hermione précise, après avoir été interrogée, qu'il s'agit de créatures utilisées pour garder les arbres sur lesquels on prélève le bois des baguettes magiques. Ils se nourrissent de cloportes et d'œufs de fées. Hermione est récompensée de dix points pour ses bonnes réponses. Gobe-Planche les informe également que lorsqu'ils sont en colère, les Botrucs tentent d'arracher les yeux des humains avec leurs doigts pointus. Les élèves se mettent par trois et s'installent sur un coin de pelouse afin d'étudier la créature de plus près à l'aide de la nourriture. Ils doivent notamment produire un dessin très précis de leur Botruc en y faisant apparaître toutes les parties de son corps.
Harry retourne s'installer avec Ron et Hermione. Lorsque des murmures moqueurs s'élèvent du groupe des Serpentard, Harry en devient si crispé qu'il maltraite le Botruc tenu dans sa main sans s'en rendre compte. La créature lui enfonce ses doigts dans la main en y formant deux profondes coupures. Harry lâche le Botruc qui s'enfuit vers la forêt. Il termine son dessin avec la main enveloppée dans un mouchoir et rend son parchemin taché de sang.
Les élèves poursuivent l'étude des Botrucs, lorsque le professeur Gobe-Planche est à son tour inspectée par le professeur Ombrage. Ombrage lui demande entre autres si elle est satisfaite du soutien de la direction de Poudlard et sur son système éducatif, et la questionne sur le programme qu'elle compte suivre pour le cours de soins aux créatures magiques. Ainsi, on apprend que les Porlocks, Fléreurs, Croups et Noueux feront en théorie partie de leurs sujets d'étude d'ici la fin de l'année.
Les sombrals
Peu avant Noël, Hagrid revient, le visage marqué de contusions à la suite de sa rencontre avec les géants. Il avait pour mission de les rallier à la cause de Dumbledore dans le combat imminent contre Voldemort. Une vache morte sur l'épaule, il emmène les élèves à travers la neige dans les profondeurs de la forêt pour leur présenter les Sombrals, que la plupart des élèves ne peuvent voir. En effet, il s'agit de créatures visibles uniquement par les personnes qui ont vu un autre être humain mourir, ce qui permet à Hagrid d'identifier d'un coup d'œil les rares élèves concernés : Harry, Neville Londubat et un élève de Serpentard. Pour les autres, ils n'aperçoivent que des morceaux de viande s'arrachant et disparaissant mystérieusement de la carcasse de vache déposée sur le sol. Ce sont des créatures squelettiques ressemblant à des chevaux ailés avec un regard blanc et vide. Les Sombrals sont destinés en temps normal à tirer les diligences entre la gare de Pré-au-Lard et le portail de l'école.
Très vite, Ombrage fait son apparition pour inspecter le premier cours de Hagrid, après avoir eu une précédente discussion avec lui. Convaincue qu'il n'a pas sa place en tant que professeur, elle le déstabilise volontairement en exprimant à voix haute les commentaires négatifs qu'elle rédige sur son bloc-notes et interprète de manière détournée toute explication de ses choix, et en particulier celui qui consiste à étudier les Sombrals, qui sont considérés comme dangereux aux yeux du Ministère. Tandis qu'Ombrage se moque délibérément de Hagrid en expliquant tout ce qu'elle s'apprête à faire en mimant des gestes comme s'il ne pouvait pas comprendre son langage, Hermione fulmine. Hagrid tente de poursuivre son cours en enchaînant sur l'excellent sens d'orientation des Sombrals, mais éprouve des difficultés à se concentrer jusqu'à la fin de la séance.
Les croups
Après les vacances de Noël, les élèves étudient les Croups, des créatures qui ressemblent beaucoup aux chiens fox-terrier, mais qui disposent d'une queue fourchue. Hagrid est de plus en plus nerveux en présence d'Ombrage qui surveille à présent chacun de ses cours.
|                                      | Sujet(s) étudié(s) en cours                                                                      | Sujet(s) d'examen de fin d'année |
| 3e année (Hagrid)                    | approcher les hippogriffes nourrir les veracrasses réchauffer les salamandres                    | maintenir un veracrasse en vie durant une heure |
| 4e année (Hagrid)                    | le mode de vie des scroutts à pétard les propriétés magiques des licornes utiliser les niffleurs | (non précisé) (Harry, en tant que champion, est dispensé d'examens) |
| 5e année (Pr Gobe-Planche et Hagrid) | étudier et dessiner les botrucs les sombrals les croups                                          | EXAMEN DE BUSE Théorie : (différentes questions, sans précision) Pratique : Identifier un noueux parmi les hérissons Manipuler correctement un botruc Nourrir et nettoyer un crabe de feu sans subir de brûlures Choisir parmi des aliments ceux qui conviennent le mieux à une licorne malade |

## Cours spéciaux

### Club de duels
Les professeurs référents sont Gilderoy Lockhart et Severus Rogue.
Le club de duel a été instauré à Poudlard par le professeur de défense contre les forces du Mal de deuxième année, Gilderoy Lockhart. L'idée, qui était en premier lieu un prétexte pour le professeur de vanter ses soi-disant exploits devant ses élèves les plus admirateurs, s'est avérée utile pour enseigner aux élèves certains sortilèges de défenses et leur permettre de faire face aux éventuelles agressions, à la suite des événements liés à l'ouverture de la Chambre des secrets.
Munis de leur baguette, deux élèves peuvent s'affronter amicalement à tour de rôle, devant leurs camarades et sous la surveillance du professeur Lockhart et du professeur Rogue, sur une estrade dorée éclairée par des chandelles, et installée provisoirement contre le mur de la Grande salle.
C'est notamment au cours de ces démonstrations que le professeur Rogue apprend aux élèves à se servir du sortilège de désarmement Expelliarmus en l'utilisant contre Lockhart lui-même afin de mettre un frein à sa prétention.

### Cours particuliers du professeur Lupin
Les cours particuliers de Harry avec Lupin durant la troisième année ont lieu tous les jeudis soir à vingt heures dans la salle vide d'Histoire de la magie. Ils ont pour objectif d'apprendre à Harry à se défendre contre les détraqueurs, dont la présence l'affaiblit jusqu'à lui faire perdre connaissance.
Au premier cours, Lupin rejoint Harry avec une grande caisse en bois contenant un épouvantard, qui est le plus susceptible de prendre la forme et les caractéristiques d'un détraqueur sans en être vraiment un. Lupin enseigne à Harry le sortilège du Patronus. Si le sort fonctionne, un bouclier en forme d'animal s'interpose alors entre le détraqueur et le lanceur de sort pour protéger ce dernier et repousser l'attaquant. Le Patronus, à l'inverse des humains, est incapable de ressentir le désespoir ou la tristesse et le détraqueur ne peut donc pas lui faire de mal. En revanche, le bouclier n'apparaît que si l'on se concentre suffisamment sur un souvenir particulièrement heureux. Harry se concentre donc sur son souvenir du premier jour où il a eu l'occasion de voler sur un balai. Lorsque Lupin ouvre la boîte pour la première fois, le détraqueur s'échappe et s'avance vers Harry qui ressent une vague glacée se répandre en lui. Il répète la formule Spero Patronum dictée par Lupin mais la voix de sa mère résonne à nouveau et il s'évanouit. Lupin attend que Harry se réveille, puis lui donne un Chocogrenouille à croquer pour qu'il reprenne des forces.
Lupin lui conseille alors de se concentrer sur un souvenir plus puissant. Harry choisit le moment où Gryffondor avait gagné la coupe des Quatre Maisons l'année précédente. Ils font un deuxième essai, qui se termine de la même manière, sauf que cette fois-ci, Harry entend pour la première fois la voix de son père. Lupin réveille Harry, qui ne s'est pas rendu compte qu'il pleurait. Harry insiste pour faire un troisième et dernier essai avant de partir, en choisissant le moment où il a appris qu'il était un sorcier et qu'il était inscrit à Poudlard. Cette fois-ci, Harry obtient un premier résultat : une ombre argentée s'extrait de sa baguette et se met à flotter dans les airs entre le détraqueur et lui. Lupin intervient en lançant le sort Ridikulus pour neutraliser l'épouvantard et permettre à Harry de lâcher prise. Sur cette prestation, Lupin le félicite et lui offre une grande barre de chocolat de chez Honeydukes en lui donnant rendez-vous la semaine suivante.
Arrivés à la quatrième séance, Harry produit la même substance argentée encore informe chaque fois que l'épouvantard-détraqueur s'avance, mais son Patronus est encore trop faible pour le faire fuir et il finit toujours par s'épuiser. Harry se sent alors coupable de vouloir d'une certaine manière entendre la voix de ses parents qu'il n'a jamais vus, mais Lupin est confiant et moins exigeant que lui. Tandis qu'ils font une pause en buvant des Bièraubeurres, Harry questionne le professeur sur la constitution des véritables détraqueurs, et plus précisément sur ce qui se trouve sous leur cagoule. Mais il semble que personne n'ait réellement vu à quoi ils ressemblaient, à moins d'être mort l'instant suivant. En effet, le seul moment où ces créatures soulèvent leur cagoule est lorsqu'elles s'apprêtent à donner leur Baiser. Face à l'étonnement de Harry, Lupin sourit en précisant qu'il ne s'agit pas d'un baiser ordinaire, mais d'une arme ultime qui leur permet d'aspirer l'âme de leur victime. Les personnes embrassées n'ont alors plus la conscience d'elles-mêmes, plus de mémoire. Elles se contentent d'exister, telles des coquilles vides.

### Cours d'occlumancie du professeur Rogue

#### Contexte
En cinquième année, juste après Noël, Harry est tenu, sur demande du professeur Dumbledore, de suivre des cours particuliers d'occlumancie avec le professeur Rogue. Il s'agit, selon les termes de Rogue, de leçons de « défense de l'esprit contre les tentatives de pénétration extérieure », et notamment contre celles de Voldemort. Au cours de l'année, Ron évoque l'éventualité que Rogue puisse, au lieu de chercher à aider Harry, tenter de faciliter la tâche de Voldemort à l'insu du directeur (l'allégeance de Rogue étant régulièrement remise en question jusqu'à la fin de la série). Hermione, de son côté, fait confiance à l'intuition de Dumbledore et par conséquent, ne remet pas en doute l'allégeance du professeur.
Rogue explique à Harry qu'il a besoin d'apprendre à contrer la faculté du Seigneur des ténèbres à extraire de son esprit des sentiments ou des souvenirs (cette aptitude s'appelle la legilimancie). Harry compare cela à une faculté de lire dans les pensées, et Rogue précise qu'il s'agit de quelque chose de plus subtil. Les « legilimens » seraient capables de plonger dans l'esprit de leurs victimes et d'interpréter ce qu'ils y découvrent. Ils auraient notamment la faculté de savoir lorsqu'une autre personne leur ment. L'occlumancie permettrait, d'après Rogue, d'affirmer des choses avec l'assurance de l'honnêteté en présence d'un legilimens, sans que celui-ci parvienne à détecter une éventuelle part de mensonge. Rogue précise qu'en temps normal, le contact visuel est essentiel pour pratiquer la legilimancie, mais que dans son cas précis, les règles ne semblent pas s'appliquer, à cause du maléfice dont il a été victime lorsqu'il était bébé et qui aurait établi une sorte de connexion entre lui et Voldemort : lorsqu'il est détendu, il devient plus vulnérable et partage involontairement ses émotions, donnant ainsi la possibilité à Voldemort de l'influencer sur ses décisions et ses actes.

#### Déroulement
Les exercices consistent pour Harry à tenter d'empêcher le professeur Rogue « d'entrer » dans sa tête.
Le premier cours a lieu le lundi soir suivant Noël, à dix-huit heures, dans le bureau de Rogue. Avant chaque séance, Rogue libère quelques-uns de ses souvenirs qu'il verse dans la pensine (des souvenirs qu'il ne veut pas que Harry puisse accidentellement voir), puis tous deux se positionnent face à face.
Lors du premier essai, Rogue lance le sortilège Legilimens sans attendre que Harry soit prêt. Harry aperçoit alors des images se succéder, formant une sorte de film dans son esprit et tout autour de lui : il s'agit de souvenirs, d’événements plus ou moins gênants s'étant produits des années auparavant et que Rogue, d'une certaine manière, l'oblige à divulguer. En tentant de résister au sortilège, Harry heurte un meuble et tombe. Rogue reçoit un maléfice Cuisant sur son poignet, mais ne félicite pas Harry de ce résultat, estimant qu'il s'agit plus d'une perte de contrôle que d'une démonstration de résistance. Il reconnaît néanmoins que pour une première tentative, le résultat dépassait ses estimations. Au second essai, Rogue demande à Harry de fermer les yeux, pensant lui faciliter la tâche de cette manière. Il lui explique que s'il parvient à le contrer mentalement en se débarrassant de toute émotion, la baguette ne lui sera pas nécessaire. Mais Harry, en colère contre Rogue, ne parvient pas à se concentrer. En recevant le sortilège, Harry revit une succession de souvenirs douloureux. Il se met alors à crier et se retrouve à nouveau sur le sol. Rogue perd patience et l'accable en lui disant qu'il ne fait aucun effort, qu'il agit comme quelqu'un de faible et qu'il lui fournit des armes en le laissant facilement accéder à des souvenirs qui lui font peur. Au troisième essai, l'intrusion de Rogue permet à Harry d'apercevoir la porte dont il a rêvé à plusieurs reprises depuis plusieurs mois, en se rappelant soudain de l'endroit où il l'avait aperçue. Son cri de joie alerte Rogue, qui annule aussitôt le sortilège. Harry le questionne sur le lieu qu'ils viennent d'apercevoir, mais Rogue, à la fois irrité et suspicieux, lui répond que cela ne le concerne pas. Le professeur met fin à la séance et demande à Harry de revenir le mercredi suivant.
Deux mois après la première leçon, Harry ne parvient pas à oublier l'un de ses rêves au cours duquel il a ressenti et vu les choses à travers les yeux de Voldemort. Rogue, agacé, le soupçonne d'être heureux de parvenir à obtenir ces visions qui lui donnent, selon lui, l'impression d'être quelqu'un d'important. Leur colère réciproque les amène à évoquer brièvement le rôle de Rogue auprès de Voldemort.
La situation s'inverse à l'essai suivant : tandis que Rogue lance à nouveau le sortilège Legilimens, Harry, plus concentré, se défend avec un Protego et perçoit pour la première fois les souvenirs d'enfance de Rogue, jusqu'à ce que celui-ci s'en défende à son tour. Il repousse Harry sans difficulté mais le félicite néanmoins de ce progrès incontestable. Harry redoute la nouvelle tentative que lui propose Rogue, pensant que le professeur cherchera à se venger du fait de s'être introduit dans ses souvenirs. Mais lorsque Harry revoit la porte mystérieuse de son rêve, il ne cherche pas à se défendre et progresse dans l'image, oubliant la présence de Rogue. Celui-ci le rappelle à l'ordre avec colère, devinant qu'il ne fait pas le moindre effort pour le contrer dans l'espoir de voir la suite de son rêve. Lorsque Harry reprend connaissance, il est étendu sur le sol, le souffle court comme s'il avait réellement couru. La séance est interrompue lorsqu'un cri de femme est entendu aux étages supérieurs du château, obligeant Rogue à sortir pour intervenir.
Peu après l'éviction de Dumbledore, Harry est amené à observer le contenu de la pensine à l'insu de Rogue, qui doit s'absenter quelques instants du bureau. Il découvre des souvenirs de Rogue, à l'époque où celui-ci était adolescent. Harry y aperçoit également son propre père, James Potter, ainsi que Sirius Black, Peter Pettigrow et Remus Lupin au même âge. Il devient le témoin de l'arrogance de son père, qui vient provoquer Rogue et le ridiculiser devant les autres élèves. Le véritable Rogue, qui revient dans le bureau, ramène brusquement Harry à la réalité temporelle, le secoue vivement et le projette à terre. Rogue met fin aux cours d'occlumancie en interdisant définitivement à Harry de revenir dans son bureau.

## Les matières n'apparaissant pas dans les livres
L'art et la musique sont deux matières uniquement mentionnées dans les jeux vidéo Harry Potter à l'école des sorciers et Harry Potter et la Chambre des secrets,. Une salle spéciale est dédiée à chacune d'entre elles.

### Art
L'art se divise en deux catégories, l'art magique et l'art moldu. La salle se situe au cinquième étage, à côté de la salle d'étude des Moldus et de la salle de musique.
Les cours d'art moldu (muggle art en anglais) consistent en l'étude des différents arts de ceux-ci (architecture, littérature, peinture, sculpture, photographie, cinéma, etc.) excepté la musique qui est enseignée à part. Ces cours sont probablement assurés par le professeur d'étude des Moldus.
Les cours d'art magique (magical art en anglais) consistent en l'étude d'artistes (écrivains, peintres, photographes ou encore sculpteurs) sorciers et de leurs œuvres à travers les époques et le monde, excepté la musique magique qui est enseignée à part, le joueur y apprend également l'art de donner vie aux personnages des tableaux et des photographies ; l'enseignant de cette matière demeure inconnu.

### Musique
La musique se divise en deux catégories, la musique magique et la musique moldue. La salle se situe au même étage que la salle d'art.
Les cours de musique moldue (muggle music en anglais) consistent en l'étude des différents genres musicaux et œuvres musicales de ceux-ci à travers les époques et le monde, ces cours sont probablement assurés par le professeur d'étude des Moldus.
Les cours de musique magique (magical music en anglais) consistent en l'étude de musiciens sorciers et de leurs œuvres également à travers les époques et le monde. Le joueur y apprend le solfège, le chant et l'art de jouer de certains instruments populaires du monde magique ; l'enseignant de cette matière demeure inconnu bien que d'après les films, il puisse s'agir du professeur Flitwick qui, outre les cours de sortilèges, dirige aussi la chorale de Poudlard.

## Examens officiels de l'Académie magique
Il s'agit d'examens classiques proposés par l'Académie des examinateurs magiques du Ministère de la Magie. Tous les élèves passent des examens généraux à chaque fin d'année, leur permettant de passer en année supérieure. Les examens de fin de 5e et 7e année sont les plus importants, car ils conditionnent les choix de poursuite d'études et de formation professionnelle.

### BUSE

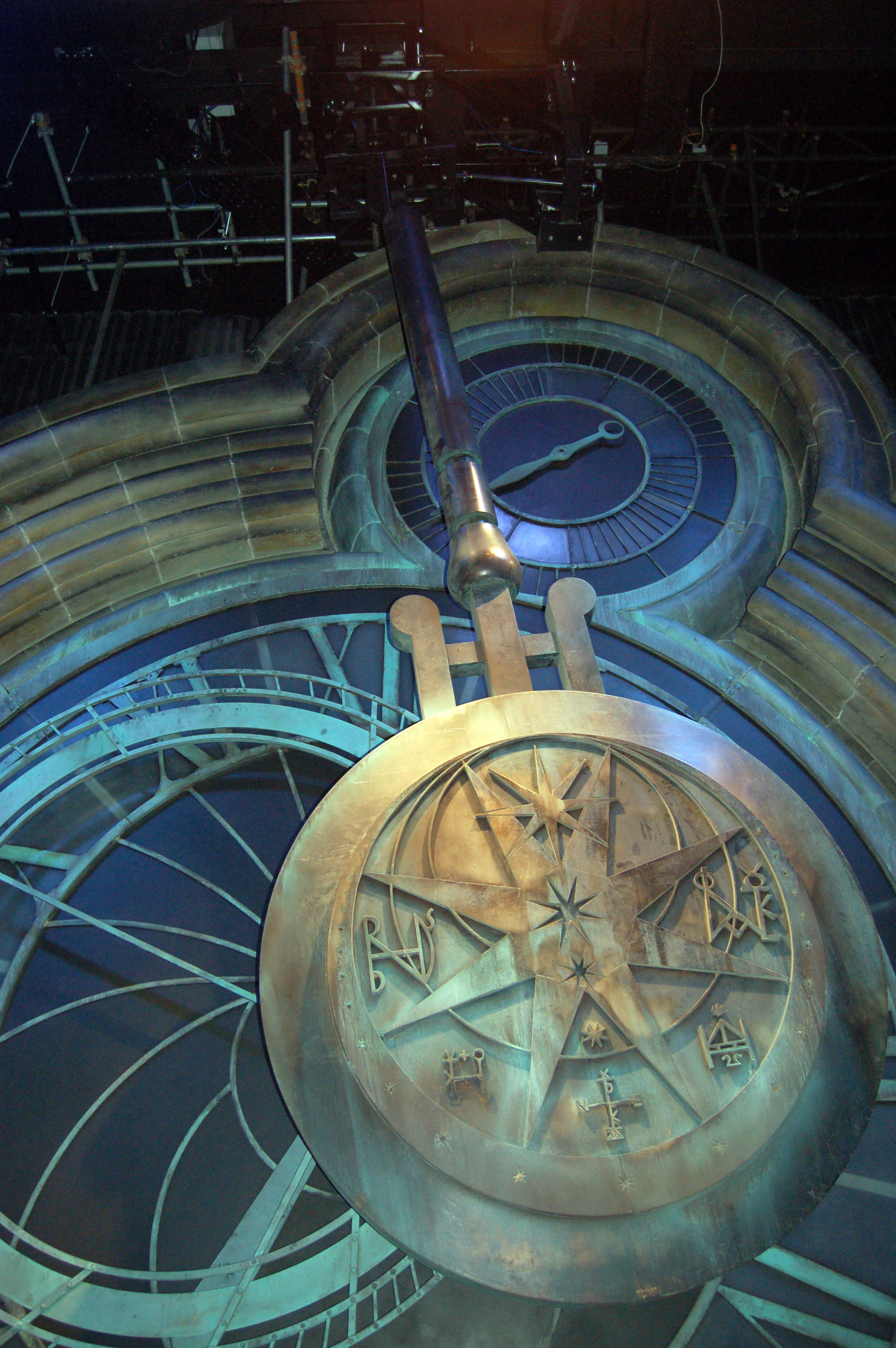
La grande pendule visible dans les films.

Le « Brevet Universel de Sorcellerie Elémentaire » (BUSE - OWL en anglais) est le nom donné d'une manière générale au premier examen important passé en fin de 5e année. En réalité, cet examen se compose de plusieurs BUSE passées dans chaque matière étudiée depuis la 1re année. Leurs résultats sont essentiels pour la poursuite des études, car ce sont eux qui déterminent les cours que les jeunes sorciers pourront suivre en 6e et 7e années.
En anglais, OWL est l'abréviation de « ordinary wizardry level », qui peut se traduire par « niveau de sorcellerie ordinaire ». Owl signifie hibou.
Déroulement des BUSE
Les épreuves de BUSE sont généralement réparties sur deux semaines, au mois de juin, avec la théorie le matin et la pratique l'après-midi (sauf l'épreuve d'Astronomie qui a lieu durant la nuit). Conformément au règlement de l'Académie des examinateurs magiques, des sortilèges sont mis en place par les professeurs pour empêcher les tricheries. Il est par ailleurs interdit aux élèves d'apporter certains matériels en salle d'examens, tels que les plumes à réponses intégrées,
les Rapeltouts, les manchettes copieuses et les encres autocorrectrices.
Les matinées consacrées à la théorie se déroulent dans la Grande salle du château de Poudlard, de 9h30 à 11h30. Les quatre grandes tables habituelles des maisons sont remplacées par des tables individuelles alignées côte à côte. Un sablier géant (une pendule dans le cinquième film) mesure le temps imparti pour chaque épreuve. Pour passer les épreuves pratiques de l'après-midi, les élèves sont rassemblés dans la petite pièce adjacente à la Grande salle en attendant d'être appelés par groupes de quatre et par ordre alphabétique. Ils n'ont le droit d'apporter que leur baguette magique et doivent procéder à une ou plusieurs démonstrations devant un examinateur.
Examinateurs
Il y a plusieurs examinateurs mais seuls deux d'entre eux sont clairement nommés au cours du récit :
- Pr Griselda Marchebank[6] : fonctionnaire au ministère de la Magie et présidente de l'Académie des examinateurs.
- Pr Tofty[6]

Épreuves
|           | Lundi      | Mardi        | Mercredi  | Jeudi | Vendredi                                  |
| semaine 1 | Sortilèges | Métamorphose | Botanique | DCFM  | Runes anciennes (option) ou journée libre |

|           | Lundi   | Mardi         | Mercredi | Jeudi                                     | Vendredi |
| semaine 2 | Potions | SACM (option) | Matin : Astronomie (théorie) Après-midi : Divination (option) Arithmancie (option) Soir : Astronomie (pratique) | Matin : Après-midi : Histoire de la magie |          |

Les résultats sont envoyés aux candidats par hibou au mois de juillet. Harry Potter a obtenu sept BUSE, tout comme Ron Weasley (ils ont tous deux échoué aux épreuves de divination et histoire de la magie). Hermione Granger, en revanche, a obtenu la totalité de ses BUSES avec neuf « optimal » et un « effort exceptionnel » (voir : système de notation).

### ASPIC
Pour les articles homonymes, voir ASPIC.
L'« Accumulation de Sorcellerie Particulièrement Intensive et Contraignante » (ASPIC - NEWT en anglais) est le nom donné d'une manière générale à un examen des plus importants subis par les élèves de Poudlard, en fin de 7e et dernière année. Les résultats des ASPIC sont essentiels pour pouvoir entrer dans le monde du travail des sorciers, car ce sont eux qui déterminent le type de profession que pourront suivre les élèves.
En anglais, NEWT est l'abréviation de « nastily exhausting wizarding test », qui peut se traduire par « test de sorcellerie méchamment épuisant ».
Newt signifie triton.
Les ASPIC sont l'équivalent des examens « A-levels » que les étudiants britanniques passent avant d'entrer à l'université.
Harry, Ron et Hermione ne passent pas leurs ASPIC au cours de l'histoire. Ils décident de mettre de côté leur septième année d'études pour privilégier la recherche des horcruxes de Voldemort à travers le pays. Par conséquent, le déroulement de ces examens n'est pas décrit dans les livres. Néanmoins, ceux-ci sont normalement annulés en raison de la bataille de Poudlard qui a lieu cette année-là.

### Système de notation
Les notes attribuées aux devoirs réguliers à Poudlard sont les mêmes que celles qu'un élève peut obtenir dans un système éducatif britannique classique, avec des notes allant de A (la plus élevée) à quatre ou cinq lettres plus loin dans l'alphabet.
En revanche, les notes attribuées aux examens des BUSE et ASPIC sont propres à l'univers de Harry Potter et établies de la manière suivante (dans l'ordre décroissant) :
Le candidat obtient une BUSE ou un ASPIC avec une des notes suivantes :
- O (optimal) ;
- E (effort exceptionnel) ;
- A (acceptable).

Le candidat échoue à une BUSE ou un ASPIC s'il obtient une des notes suivantes :
- P (piètre) ;
- D (désolant) ;
- T (troll).